# Handball-Weltmeisterschaft der Frauen 2017
Die 23. Handball-Weltmeisterschaft der Frauen wurde vom 1. bis zum 17. Dezember 2017 in Deutschland ausgetragen. Insgesamt traten 24 Mannschaften an.  Weltmeister wurde Frankreich. Veranstalter war die Internationale Handballföderation (IHF).

## Gastgeber
Einziger Bewerber für die Austragung der Spiele war der Deutsche Handballbund (DHB). Die IHF vergab am 15. Dezember 2011 in São Paulo die Austragung an den deutschen Verband. Deutschland war bereits 1965 und 1997 Gastgeber der Weltmeisterschaften.

## Teilnehmer
An dem Turnier nahmen 24 Mannschaften teil. Automatisch qualifiziert waren Norwegen als Titelverteidiger und Deutschland als Gastgeber.
| Land                | Kontinent (Verband) | Qualifiziert als                      | Datum der Qualifikation | Anzahl Teilnahmen | Bisherige Teilnahmen an Weltmeisterschaften                                                                                        |
| ------------------- | ------------------- | ------------------------------------- | ----------------------- | ----------------- | --- |
| Deutschland         | Europa              | Gastgeber                             | 15. Dez. 2011           | 21                | 1957, 1962, 1965, 1971, 1973, 1975, 1978, 1982, 1986, 1990, 1993, 1995, 1997, 1999, 2003, 2005, 2007, 2009, 2011, 2013, 2015       |
| Norwegen            | Europa (EHF)        | Weltmeister 2015                      | 20. Dez. 2015           | 18                | 1971, 1973, 1975, 1982, 1986, 1990, 1993, 1995, 1997, 1999, 2001, 2003, 2005, 2007, 2009, 2011, 2013, 2015                         |
| Angola              | Afrika (CAHB)       | Afrikameister 2016                    | 5. Dez. 2016            | 13                | 1990, 1993, 1995, 1997, 1999, 2001, 2003, 2005, 2007, 2009, 2011, 2013, 2015                                                       |
| Tunesien            | Afrika (CAHB)       | 2. der Afrikameisterschaft 2016       | 5. Dez. 2016            | 8                 | 1975, 2001, 2003, 2007, 2009, 2011, 2013, 2015                                                                                     |
| Kamerun             | Afrika (CAHB)       | 3. der Afrikameisterschaft 2016       | 7. Dez. 2016            | 1                 | 2005 |
| Niederlande         | Europa (EHF)        | 2. der Europameisterschaft 2016       | 14. Dez. 2016           | 10                | 1971, 1973, 1978, 1986, 1999, 2001, 2005, 2011, 2013, 2015                                                                         |
| Dänemark            | Europa (EHF)        | 4. der Europameisterschaft 2016       | 14. Dez. 2016           | 12                | 1962, 1993, 1995, 1997, 1999, 2001, 2003, 2005, 2009, 2011, 2013, 2015                                                             |
| Frankreich          | Europa (EHF)        | 3. der Europameisterschaft 2016       | 14. Dez. 2016           | 12                | 1986, 1990, 1997, 1999, 2001, 2003, 2005, 2007, 2009, 2011, 2013, 2015                                                             |
| Rumänien            | Europa (EHF)        | Play-offs Europa                      | 13. Juni 2017           | 22                | 1957, 1962, 1965, 1971, 1973, 1975, 1978, 1982, 1986, 1990, 1993, 1995, 1997, 1999, 2001, 2003, 2005, 2007, 2009, 2011, 2013, 2015 |
| Schweden            | Europa (EHF)        | Play-offs Europa                      | 13. Juni 2017           | 8                 | 1957, 1990, 1993, 1995, 2001, 2009, 2011, 2015                                                                                     |
| Ungarn              | Europa (EHF)        | Play-offs Europa                      | 14. Juni 2017           | 20                | 1957, 1962, 1965, 1971, 1973, 1975, 1978, 1982, 1986, 1993, 1995, 1997, 1999, 2001, 2003, 2005, 2007, 2009, 2013, 2015             |
| Serbien             | Europa (EHF)        | Play-offs Europa                      | 14. Juni 2017           | 4                 | 2001, 2003, 2013, 2015 |
| Spanien             | Europa (EHF)        | Play-offs Europa                      | 14. Juni 2017           | 8                 | 1993, 2001, 2003, 2007, 2009, 2011, 2013, 2015                                                                                     |
| Russland            | Europa (EHF)        | Play-offs Europa                      | 15. Juni 2017           | 11                | 1993, 1995, 1997, 1999, 2001, 2003, 2005, 2007, 2009, 2011, 2015                                                                   |
| Slowenien           | Europa (EHF)        | Play-offs Europa                      | 15. Juni 2017           | 4                 | 1997, 2001, 2003, 2005 |
| Tschechien          | Europa (EHF)        | Play-offs Europa                      | 15. Juni 2017           | 5                 | 1995, 1997, 1999, 2003, 2013 |
| Montenegro          | Europa (EHF)        | Play-offs Europa                      | 15. Juni 2017           | 3                 | 2011, 2013, 2015 |
| Südkorea            | Asien (AHF)         | Asienmeister 2017                     | 20. März 2017           | 16                | 1978, 1982, 1986, 1990, 1993, 1995, 1997, 1999, 2001, 2003, 2005, 2007, 2009, 2011, 2013, 2015                                     |
| Japan               | Asien (AHF)         | 2. Asienmeisterschaft 2017            | 20. März 2017           | 17                | 1962, 1965, 1971, 1973, 1975, 1986, 1995, 1997, 1999, 2001, 2003, 2005, 2007, 2009, 2011, 2013, 2015                               |
| Volksrepublik China | Asien (AHF)         | 3. Asienmeisterschaft 2017            | 22. März 2017           | 14                | 1986, 1990, 1993, 1995, 1997, 1999, 2001, 2003, 2005, 2007, 2009, 2011, 2013, 2015                                                 |
| Polen               | Europa (EHF)        | Wildcard                              | 23. Juni 2017           | 15                | 1957, 1962, 1965, 1973, 1975, 1978, 1986, 1990, 1993, 1997, 1999, 2005, 2007, 2013, 2015                                           |
| Brasilien           | Panamerika (PATHF)  | 1. Platz Panamerikameisterschaft 2017 | 24. Juni 2017           | 10                | 1995, 1997, 1999, 2001, 2003, 2005, 2007, 2011, 2013, 2015                                                                         |
| Argentinien         | Panamerika (PATHF)  | 2. Platz Panamerikameisterschaft 2017 | 24. Juni 2017           | 8                 | 1999, 2003, 2005, 2007, 2009, 2011, 2013, 2015                                                                                     |
| Paraguay            | Panamerika (PATHF)  | 3. Platz Panamerikameisterschaft 2017 | 25. Juni 2017           | 2                 | 2007, 2013 |

## Austragungsorte
Der Deutsche Handballbund hatte am 20. Februar 2015 das Ausschreibungsverfahren begonnen. Über dieses online durchgeführte Verfahren sollten die Spielorte für die WM 2017 gefunden werden.
Am 25. November wurden die sechs Austragungsorte bekannt gegeben. Die Spiele wurden in folgenden Hallen ausgetragen:
| Leipzig       | Hamburg           | Magdeburg    | Bietigheim-Bissingen | Oldenburg    | Trier        |
| ------------- | ----------------- | ------------ | -------------------- | ------------ | ------------ |
| Arena Leipzig | Barclaycard Arena | GETEC Arena  | EgeTrans Arena       | EWE Arena    | Arena Trier  |
| 6.250 Plätze  | 12.500 Plätze     | 6.200 Plätze | 4.500 Plätze         | 5.250 Plätze | 4.100 Plätze |
|               |                   |              |                      |              |              |

## Gruppenauslosung
Die Auslosung der Vorrundengruppen fand am 27. Juni 2017 in Hamburg statt.
Von den 24 qualifizierten Mannschaften wurden fünf Mannschaften gesetzt:
- Frankreich auf Gruppenplatz 1 in Gruppe A
- Norwegen auf Gruppenplatz 1 in Gruppe B
- Dänemark auf Gruppenplatz 1 in Gruppe C
- Niederlande auf Gruppenplatz 1 in Gruppe D
- Deutschland auf Gruppenplatz 2 in Gruppe D

Die 19 verbleibenden Mannschaften wurden entsprechend ihrem Abschneiden in der Qualifikation so auf fünf Töpfe verteilt, sodass sie den restlichen Gruppenplätzen zugelost werden konnten.
| Gruppenplatz 1 |          |            |             |                     |
| Gruppenplatz 2 | Rumänien |            | Russland    | Schweden            |
| Gruppenplatz 3 | Serbien  | Tschechien | Brasilien   | Spanien             |
| Gruppenplatz 4 | Ungarn   | Montenegro | Südkorea    | Slowenien           |
| Gruppenplatz 5 | Angola   | Japan      | Argentinien | Volksrepublik China |
| Gruppenplatz 6 | Paraguay | Tunesien   | Kamerun     | Polen               |

Die Auslosung ergab dann folgende Gruppen:
| Gruppe A Trier       | Gruppe B Bietigheim-Bissingen | Gruppe C Oldenburg | Gruppe D Leipzig      |
| -------------------- | ----------------------------- | ------------------ | --------------------- |
| Frankreich (gesetzt) | Norwegen (gesetzt)            | Dänemark (gesetzt) | Niederlande (gesetzt) |
| Rumänien             | Schweden                      | Russland           | Deutschland (gesetzt) |
| Spanien              | Tschechien                    | Brasilien          | Serbien               |
| Slowenien            | Ungarn                        | Montenegro         | Südkorea              |
| Angola               | Argentinien                   | Japan              | Volksrepublik China   |
| Paraguay             | Polen                         | Tunesien           | Kamerun               |

## Spielplan

### Vorrunde
In der Vorrunde spielte jede Mannschaft einer Gruppe einmal gegen jedes andere Team in der gleichen Gruppe. Die jeweils besten vier Mannschaften jeder Gruppe qualifizierten sich für das Achtelfinale, die Gruppenfünften und -sechsten spielen um die Plätze 17 bis 24.

#### Wertungskriterien
Bei Punktgleichheit von zwei oder mehr Mannschaften entscheiden nach Abschluss der Vorrunde folgende Kriterien über die Platzierung:
1. höhere Anzahl Punkte in den Direktbegegnungen der punktgleichen Teams;
2. bessere Tordifferenz in den Direktbegegnungen der punktgleichen Teams;
3. höhere Anzahl Tore in den Direktbegegnungen der punktgleichen Teams;
4. bessere Tordifferenz aus allen Gruppenspielen;
5. höhere Anzahl Tore aus allen Gruppenspielen;
6. das Los.

Legende

#### Gruppe A

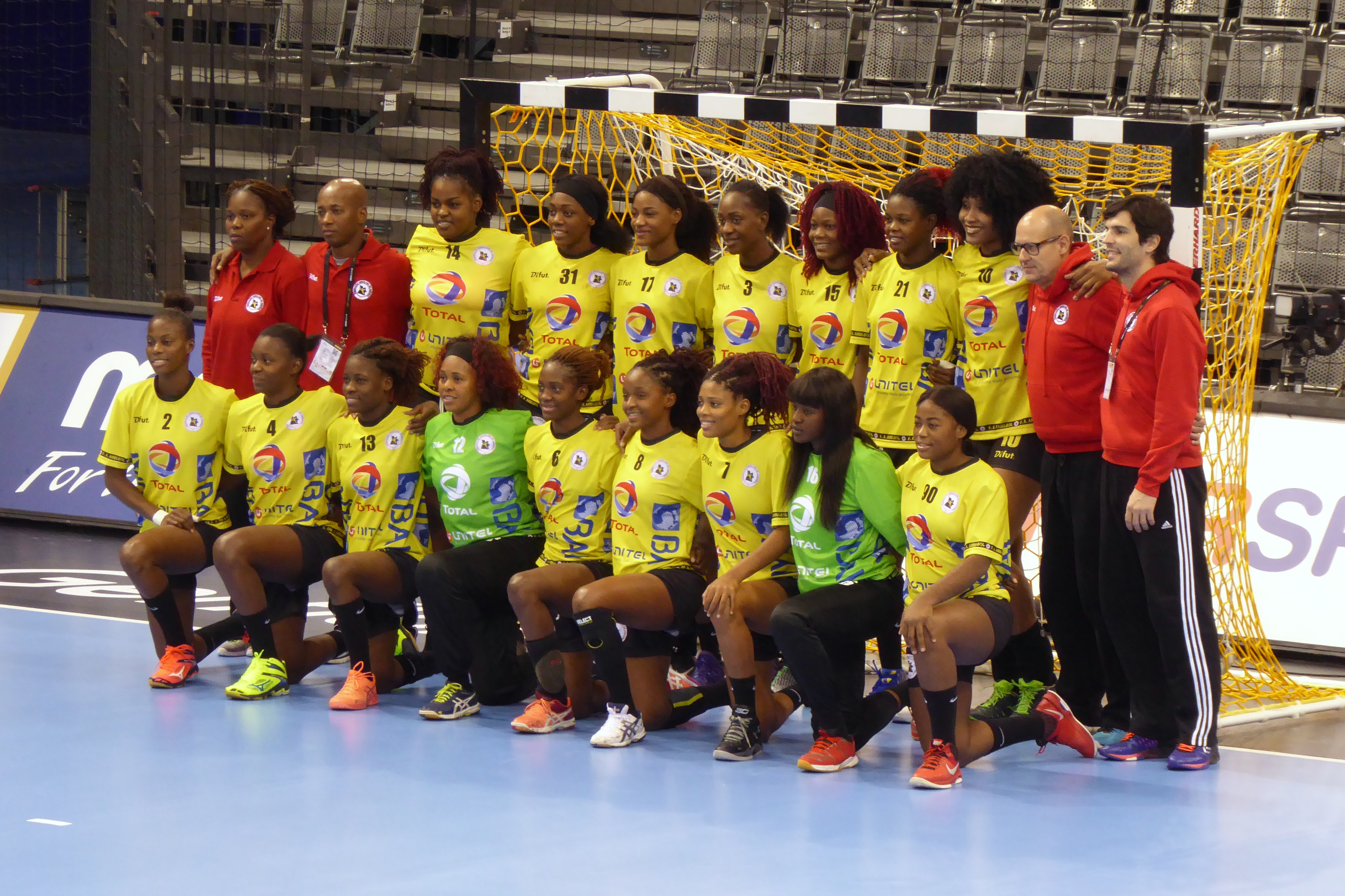
Teamfoto Angola

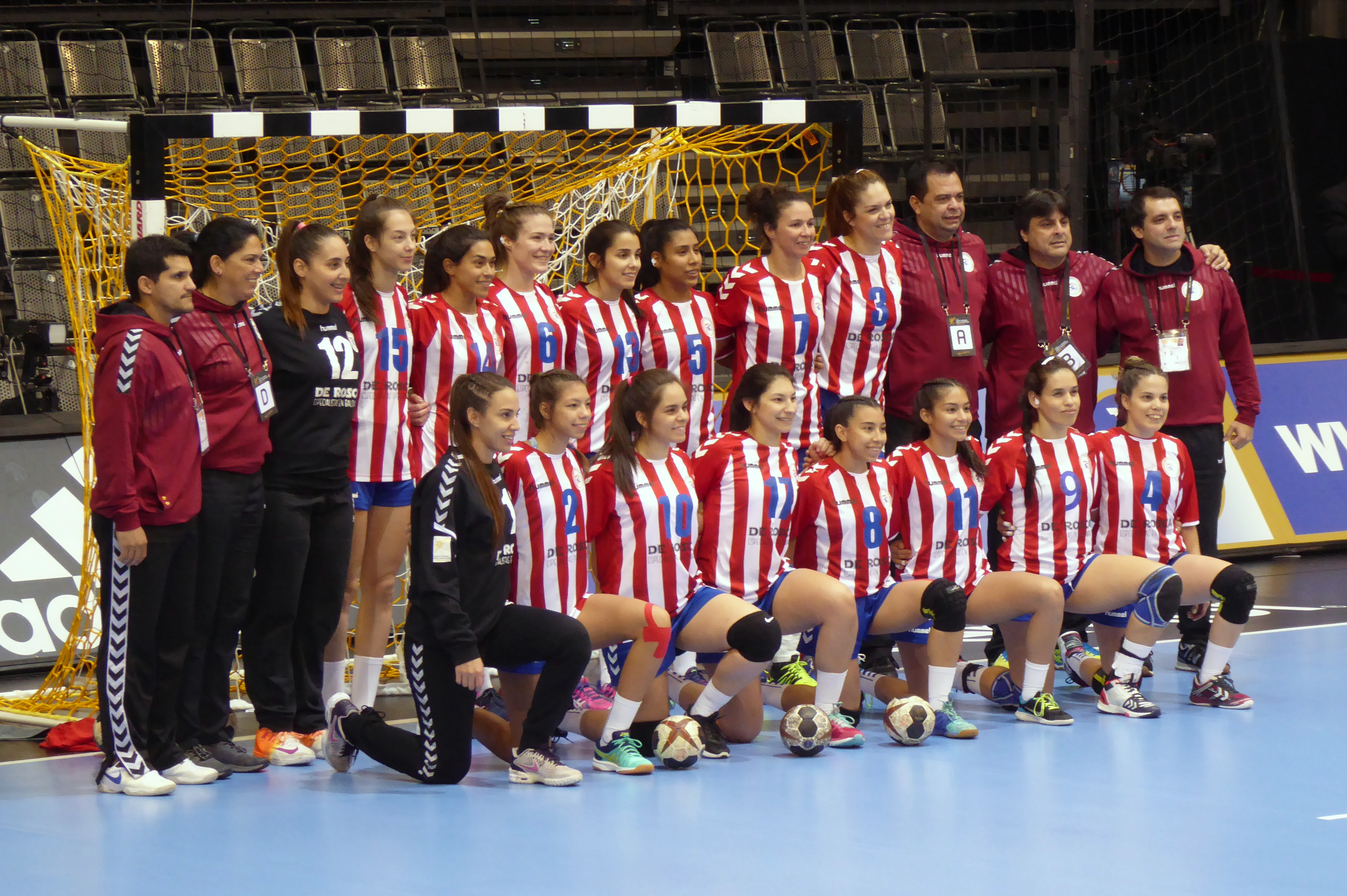
Teamfoto Paraguay

Die Spiele der Gruppe A wurden in der Arena Trier in Trier ausgetragen.
| Pl. | Land       | Sp. | S | U | N | Tore      | Diff. | Punkte |
| --- | ---------- | --- | - | - | - | --------- | ----- | ------ |
| 1.  | Rumänien   | 5   | 4 | 0 | 1 | 0123:1120 | +11   | 8      |
| 2.  | Frankreich | 5   | 3 | 1 | 1 | 0135:980  | +37   | 7      |
| 3.  | Spanien    | 5   | 3 | 1 | 1 | 0135:1090 | +26   | 7      |
| 4.  | Slowenien  | 5   | 3 | 0 | 2 | 0138:1340 | +4    | 6      |
| 5.  | Angola     | 5   | 1 | 0 | 4 | 0124:1410 | −17   | 2      |
| 6.  | Paraguay   | 5   | 0 | 0 | 5 | 095:1560  | −61   | 0      |

| 2. Dezember 2017 14:00 Uhr | Rumänien                | 29:17        | Paraguay             | Arena Trier, Trier Zuschauer: 2.369 Schiedsrichter: Hizaki, Ikebuchi |
| 2. Dezember 2017 14:00 Uhr | meiste Tore: Florianu 5 | (16:7)       | meiste Tore: Fiore 7 | Arena Trier, Trier Zuschauer: 2.369 Schiedsrichter: Hizaki, Ikebuchi |
| 2. Dezember 2017 14:00 Uhr | Strafen: 4× 3×          | Spielbericht | Strafen: 1×          | Arena Trier, Trier Zuschauer: 2.369 Schiedsrichter: Hizaki, Ikebuchi |

| 2. Dezember 2017 18:00 Uhr | Frankreich                        | 23:24        | Slowenien           | Arena Trier, Trier Zuschauer: 3.317 Schiedsrichter: Grillo, Lenci |
| 2. Dezember 2017 18:00 Uhr | meiste Tore: Landre, Niombla je 4 | (10:13)      | meiste Tore: Gros 9 | Arena Trier, Trier Zuschauer: 3.317 Schiedsrichter: Grillo, Lenci |
| 2. Dezember 2017 18:00 Uhr | Strafen: 2× 1×                    | Spielbericht | Strafen: 4× 3×      | Arena Trier, Trier Zuschauer: 3.317 Schiedsrichter: Grillo, Lenci |

| 2. Dezember 2017 20:30 Uhr | Spanien               | 28:24        | Angola                 | Arena Trier, Trier Zuschauer: 3.042 Schiedsrichter: Pavićević, Ražnatović |
| 2. Dezember 2017 20:30 Uhr | meiste Tore: Martín 9 | (15:13)      | meiste Tore: Cazanga 7 | Arena Trier, Trier Zuschauer: 3.042 Schiedsrichter: Pavićević, Ražnatović |
| 2. Dezember 2017 20:30 Uhr | Strafen: 3× 6×        | Spielbericht | Strafen: 2× 4×         | Arena Trier, Trier Zuschauer: 3.042 Schiedsrichter: Pavićević, Ražnatović |

| 3. Dezember 2017 14:00 Uhr | Slowenien            | 28:31        | Rumänien              | Arena Trier, Trier Zuschauer: 2.411 Schiedsrichter: Pavićević, Ražnatović |
| 3. Dezember 2017 14:00 Uhr | meiste Tore: Gros 10 | (14:14)      | meiste Tore: Neagu 11 | Arena Trier, Trier Zuschauer: 2.411 Schiedsrichter: Pavićević, Ražnatović |
| 3. Dezember 2017 14:00 Uhr | Strafen: 1× 4×       | Spielbericht | Strafen: 4× 3×        | Arena Trier, Trier Zuschauer: 2.411 Schiedsrichter: Pavićević, Ražnatović |

| 3. Dezember 2017 18:00 Uhr | Angola                 | 19:26        | Frankreich               | Arena Trier, Trier Zuschauer: 2.227 Schiedsrichter: Krichen, Makhlouf |
| 3. Dezember 2017 18:00 Uhr | meiste Tore: Cazanga 4 | (10:11)      | meiste Tore: Lacrabère 7 | Arena Trier, Trier Zuschauer: 2.227 Schiedsrichter: Krichen, Makhlouf |
| 3. Dezember 2017 18:00 Uhr | Strafen: 4× 2× 1×      | Spielbericht | Strafen: 2× 3×           | Arena Trier, Trier Zuschauer: 2.227 Schiedsrichter: Krichen, Makhlouf |

| 3. Dezember 2017 20:30 Uhr | Paraguay                         | 15:32        | Spanien               | Arena Trier, Trier Zuschauer: 1.723 Schiedsrichter: Grillo, Lenci |
| 3. Dezember 2017 20:30 Uhr | meiste Tore: Fiore, Insfrán je 4 | (6:16)       | meiste Tore: Martín 7 | Arena Trier, Trier Zuschauer: 1.723 Schiedsrichter: Grillo, Lenci |
| 3. Dezember 2017 20:30 Uhr | Strafen: 2× 7× 1×                | Spielbericht | Strafen: 1× 4×        | Arena Trier, Trier Zuschauer: 1.723 Schiedsrichter: Grillo, Lenci |

| 5. Dezember 2017 14:00 Uhr | Slowenien           | 32:25        | Angola                 | Arena Trier, Trier Zuschauer: 1.303 Schiedsrichter: Pavićević, Ražnatović |
| 5. Dezember 2017 14:00 Uhr | meiste Tore: Gros 7 | (15:15)      | meiste Tore: Cazanga 6 | Arena Trier, Trier Zuschauer: 1.303 Schiedsrichter: Pavićević, Ražnatović |
| 5. Dezember 2017 14:00 Uhr | Strafen: 4×         | Spielbericht | Strafen: 3× 6×         | Arena Trier, Trier Zuschauer: 1.303 Schiedsrichter: Pavićević, Ražnatović |

| 5. Dezember 2017 18:00 Uhr | Frankreich             | 35:13        | Paraguay                       | Arena Trier, Trier Zuschauer: 1.678 Schiedsrichter: Hizaki, Ikebuchi |
| 5. Dezember 2017 18:00 Uhr | meiste Tore: Houette 9 | (14:10)      | meiste Tore: Acuña, Fiore je 3 | Arena Trier, Trier Zuschauer: 1.678 Schiedsrichter: Hizaki, Ikebuchi |
| 5. Dezember 2017 18:00 Uhr | Strafen: 1× 4×         | Spielbericht | Strafen: 1× 2×                 | Arena Trier, Trier Zuschauer: 1.678 Schiedsrichter: Hizaki, Ikebuchi |

| 5. Dezember 2017 20:30 Uhr | Rumänien             | 19:17        | Spanien                          | Arena Trier, Trier Zuschauer: 1.724 Schiedsrichter: Grillo, Lenci |
| 5. Dezember 2017 20:30 Uhr | meiste Tore: Neagu 8 | (9:7)        | meiste Tore: Pena, González je 4 | Arena Trier, Trier Zuschauer: 1.724 Schiedsrichter: Grillo, Lenci |
| 5. Dezember 2017 20:30 Uhr | Strafen: 2× 3×       | Spielbericht | Strafen: 3× 5×                   | Arena Trier, Trier Zuschauer: 1.724 Schiedsrichter: Grillo, Lenci |

| 7. Dezember 2017 14:00 Uhr | Paraguay             | 22:28        | Slowenien                      | Arena Trier, Trier Zuschauer: 1.590 Schiedsrichter: Krichen, Makhlouf |
| 7. Dezember 2017 14:00 Uhr | meiste Tore: Fiore 8 | (9:18)       | meiste Tore: Gros, Stanko je 6 | Arena Trier, Trier Zuschauer: 1.590 Schiedsrichter: Krichen, Makhlouf |
| 7. Dezember 2017 14:00 Uhr | Strafen: 2× 3×       | Spielbericht | Strafen: 2× 5×                 | Arena Trier, Trier Zuschauer: 1.590 Schiedsrichter: Krichen, Makhlouf |

| 7. Dezember 2017 18:00 Uhr | Rumänien             | 27:24        | Angola                            | Arena Trier, Trier Zuschauer: 3.123 Schiedsrichter: Hisaki, Ikebuchi |
| 7. Dezember 2017 18:00 Uhr | meiste Tore: Neagu 7 | (14:14)      | meiste Tore: Cazanga, Guialo je 7 | Arena Trier, Trier Zuschauer: 3.123 Schiedsrichter: Hisaki, Ikebuchi |
| 7. Dezember 2017 18:00 Uhr | Strafen: 4× 2×       | Spielbericht | Strafen: 4×                       | Arena Trier, Trier Zuschauer: 3.123 Schiedsrichter: Hisaki, Ikebuchi |

| 7. Dezember 2017 20:30 Uhr | Spanien                             | 25:25        | Frankreich             | Arena Trier, Trier Zuschauer: 3.316 Schiedsrichter: Pavićević, Ražnatović |
| 7. Dezember 2017 20:30 Uhr | meiste Tore: Martín, Cabral B. je 6 | (10:11)      | meiste Tore: Houette 5 | Arena Trier, Trier Zuschauer: 3.316 Schiedsrichter: Pavićević, Ražnatović |
| 7. Dezember 2017 20:30 Uhr | Strafen: 4× 3×                      | Spielbericht | Strafen: 1× 2×         | Arena Trier, Trier Zuschauer: 3.316 Schiedsrichter: Pavićević, Ražnatović |

| 8. Dezember 2017 14:30 Uhr | Angola                 | 32:28        | Paraguay             | Arena Trier, Trier Zuschauer: 1.123 Schiedsrichter: Hisaki, Ikebuchi |
| 8. Dezember 2017 14:30 Uhr | meiste Tore: Carlos 10 | (16:17)      | meiste Tore: Fiore 8 | Arena Trier, Trier Zuschauer: 1.123 Schiedsrichter: Hisaki, Ikebuchi |
| 8. Dezember 2017 14:30 Uhr | Strafen: 3× 7×         | Spielbericht | Strafen: 2× 5× 1×    | Arena Trier, Trier Zuschauer: 1.123 Schiedsrichter: Hisaki, Ikebuchi |

| 8. Dezember 2017 18:00 Uhr | Frankreich             | 26:17        | Rumänien                | Arena Trier, Trier Zuschauer: 3.824 Schiedsrichter: Krichen, Makhlouf |
| 8. Dezember 2017 18:00 Uhr | meiste Tore: Houette 7 | (17:7)       | meiste Tore: Florianu 6 | Arena Trier, Trier Zuschauer: 3.824 Schiedsrichter: Krichen, Makhlouf |
| 8. Dezember 2017 18:00 Uhr | Strafen: 2×            | Spielbericht | Strafen: 3× 4×          | Arena Trier, Trier Zuschauer: 3.824 Schiedsrichter: Krichen, Makhlouf |

| 8. Dezember 2017 20:30 Uhr | Spanien             | 33:26        | Slowenien                      | Arena Trier, Trier Zuschauer: 3.422 Schiedsrichter: Kurtagic, Wetterwik |
| 8. Dezember 2017 20:30 Uhr | meiste Tore: Pena 9 | (13:14)      | meiste Tore: Gros, Stanko je 7 | Arena Trier, Trier Zuschauer: 3.422 Schiedsrichter: Kurtagic, Wetterwik |
| 8. Dezember 2017 20:30 Uhr | Strafen: 2× 4×      | Spielbericht | Strafen: 2×                    | Arena Trier, Trier Zuschauer: 3.422 Schiedsrichter: Kurtagic, Wetterwik |

#### Gruppe B
Die Spiele der Gruppe B wurden in der EgeTrans Arena in Bietigheim-Bissingen ausgetragen.
| Pl. | Land        | Sp. | S | U | N | Tore      | Diff. | Punkte |
| --- | ----------- | --- | - | - | - | --------- | ----- | ------ |
| 1.  | Schweden    | 5   | 4 | 0 | 1 | 0160:1390 | +21   | 8      |
| 2.  | Norwegen    | 5   | 4 | 0 | 1 | 0163:1100 | +53   | 8      |
| 3.  | Ungarn      | 5   | 3 | 0 | 2 | 0138:1270 | +11   | 6      |
| 4.  | Tschechien  | 5   | 2 | 0 | 3 | 0134:1470 | −13   | 4      |
| 5.  | Polen       | 5   | 2 | 0 | 3 | 0144:1450 | −1    | 4      |
| 6.  | Argentinien | 5   | 0 | 0 | 5 | 0102:1730 | −71   | 0      |

| 2. Dezember 2017 14:00 Uhr | Tschechien               | 28:22        | Argentinien            | EgeTrans Arena, Bietigheim-Bissingen Zuschauer: 2.363 Schiedsrichter: Koo, Lee |
| 2. Dezember 2017 14:00 Uhr | meiste Tore: Ryšánková 7 | (15:9)       | meiste Tore: Mendoza 4 | EgeTrans Arena, Bietigheim-Bissingen Zuschauer: 2.363 Schiedsrichter: Koo, Lee |
| 2. Dezember 2017 14:00 Uhr | Strafen: 2× 1×           | Spielbericht | Strafen: 3×            | EgeTrans Arena, Bietigheim-Bissingen Zuschauer: 2.363 Schiedsrichter: Koo, Lee |

| 2. Dezember 2017 18:00 Uhr | Schweden                                     | 30:33        | Polen                 | EgeTrans Arena, Bietigheim-Bissingen Zuschauer: 3.620 Schiedsrichter: Schulze, Tönnies |
| 2. Dezember 2017 18:00 Uhr | meiste Tore: Mellegård, Gulldén, Hagman je 5 | (15:17)      | meiste Tore: Achruk 9 | EgeTrans Arena, Bietigheim-Bissingen Zuschauer: 3.620 Schiedsrichter: Schulze, Tönnies |
| 2. Dezember 2017 18:00 Uhr | Strafen: 3× 4×                               | Spielbericht | Strafen: 3× 5×        | EgeTrans Arena, Bietigheim-Bissingen Zuschauer: 3.620 Schiedsrichter: Schulze, Tönnies |

| 2. Dezember 2017 20:30 Uhr | Norwegen            | 30:22        | Ungarn               | EgeTrans Arena, Bietigheim-Bissingen Zuschauer: 3.620 Schiedsrichter: Hansen, Christiansen |
| 2. Dezember 2017 20:30 Uhr | meiste Tore: Mørk 7 | (21:11)      | meiste Tore: Háfra 4 | EgeTrans Arena, Bietigheim-Bissingen Zuschauer: 3.620 Schiedsrichter: Hansen, Christiansen |
| 2. Dezember 2017 20:30 Uhr | Strafen: 1× 3×      | Spielbericht | Strafen: 3×          | EgeTrans Arena, Bietigheim-Bissingen Zuschauer: 3.620 Schiedsrichter: Hansen, Christiansen |

| 3. Dezember 2017 14:00 Uhr | Polen                       | 25:29        | Tschechien               | EgeTrans Arena, Bietigheim-Bissingen Zuschauer: 2.720 Schiedsrichter: Hansen, Christiansen |
| 3. Dezember 2017 14:00 Uhr | meiste Tore: Kudłacz-Gloc 6 | (15:12)      | meiste Tore: Jeřábková 8 | EgeTrans Arena, Bietigheim-Bissingen Zuschauer: 2.720 Schiedsrichter: Hansen, Christiansen |
| 3. Dezember 2017 14:00 Uhr | Strafen: 1× 2×              | Spielbericht | Strafen: 4× 5×           | EgeTrans Arena, Bietigheim-Bissingen Zuschauer: 2.720 Schiedsrichter: Hansen, Christiansen |

| 3. Dezember 2017 18:00 Uhr | Ungarn                              | 22:25        | Schweden               | EgeTrans Arena, Bietigheim-Bissingen Zuschauer: 3.620 Schiedsrichter: Koo, Lee |
| 3. Dezember 2017 18:00 Uhr | meiste Tore: Schatzl, Klivinyi je 5 | (11:11)      | meiste Tore: Gulldén 7 | EgeTrans Arena, Bietigheim-Bissingen Zuschauer: 3.620 Schiedsrichter: Koo, Lee |
| 3. Dezember 2017 18:00 Uhr | Strafen: 2× 7×                      | Spielbericht | Strafen: 3×            | EgeTrans Arena, Bietigheim-Bissingen Zuschauer: 3.620 Schiedsrichter: Koo, Lee |

| 3. Dezember 2017 20:30 Uhr | Argentinien            | 21:36        | Norwegen            | EgeTrans Arena, Bietigheim-Bissingen Zuschauer: 3.620 Schiedsrichter: Alpaidse, Berjoskina |
| 3. Dezember 2017 20:30 Uhr | meiste Tore: Gavilan 4 | (13:18)      | meiste Tore: Løke 7 | EgeTrans Arena, Bietigheim-Bissingen Zuschauer: 3.620 Schiedsrichter: Alpaidse, Berjoskina |
| 3. Dezember 2017 20:30 Uhr | Strafen: 2× 3×         | Spielbericht | Strafen: 1× 6×      | EgeTrans Arena, Bietigheim-Bissingen Zuschauer: 3.620 Schiedsrichter: Alpaidse, Berjoskina |

| 5. Dezember 2017 14:00 Uhr | Ungarn                | 33:15        | Argentinien                  | EgeTrans Arena, Bietigheim-Bissingen Zuschauer: 2.110 Schiedsrichter: Schulze, Tönnies |
| 5. Dezember 2017 14:00 Uhr | meiste Tore: Lukács 7 | (18:7)       | meiste Tore: Ponce de Leon 5 | EgeTrans Arena, Bietigheim-Bissingen Zuschauer: 2.110 Schiedsrichter: Schulze, Tönnies |
| 5. Dezember 2017 14:00 Uhr | Strafen: 3× 4×        | Spielbericht | Strafen: 2×                  | EgeTrans Arena, Bietigheim-Bissingen Zuschauer: 2.110 Schiedsrichter: Schulze, Tönnies |

| 5. Dezember 2017 18:00 Uhr | Schweden                                       | 36:32        | Tschechien              | EgeTrans Arena, Bietigheim-Bissingen Zuschauer: 2.600 Schiedsrichter: Alpaidse, Berjoskina |
| 5. Dezember 2017 18:00 Uhr | meiste Tore: Mellegård, Gulldén, Westberg je 6 | (16:18)      | meiste Tore: Luzumová 9 | EgeTrans Arena, Bietigheim-Bissingen Zuschauer: 2.600 Schiedsrichter: Alpaidse, Berjoskina |
| 5. Dezember 2017 18:00 Uhr | Strafen: 2×                                    | Spielbericht | Strafen: 2×             | EgeTrans Arena, Bietigheim-Bissingen Zuschauer: 2.600 Schiedsrichter: Alpaidse, Berjoskina |

| 5. Dezember 2017 20:30 Uhr | Norwegen                   | 35:20        | Polen               | EgeTrans Arena, Bietigheim-Bissingen Zuschauer: 2.600 Schiedsrichter: Koo, Lee |
| 5. Dezember 2017 20:30 Uhr | meiste Tore: Kristiansen 6 | (18:11)      | meiste Tore: Zych 4 | EgeTrans Arena, Bietigheim-Bissingen Zuschauer: 2.600 Schiedsrichter: Koo, Lee |
| 5. Dezember 2017 20:30 Uhr | Strafen: 2× 1×             | Spielbericht | Strafen: 2×         | EgeTrans Arena, Bietigheim-Bissingen Zuschauer: 2.600 Schiedsrichter: Koo, Lee |

| 7. Dezember 2017 14:00 Uhr | Polen                       | 28:31        | Ungarn                   | EgeTrans Arena, Bietigheim-Bissingen Zuschauer: 1.570 Schiedsrichter: Alpaidse, Berjoskina |
| 7. Dezember 2017 14:00 Uhr | meiste Tore: Kudłacz-Gloc 8 | (11:13)      | meiste Tore: Kovacsics 8 | EgeTrans Arena, Bietigheim-Bissingen Zuschauer: 1.570 Schiedsrichter: Alpaidse, Berjoskina |
| 7. Dezember 2017 14:00 Uhr | Strafen: 2× 1×              | Spielbericht | Strafen: 3× 4× 1×        | EgeTrans Arena, Bietigheim-Bissingen Zuschauer: 1.570 Schiedsrichter: Alpaidse, Berjoskina |

| 7. Dezember 2017 18:00 Uhr | Schweden              | 38:24        | Argentinien                      | EgeTrans Arena, Bietigheim-Bissingen Zuschauer: 2.220 Schiedsrichter: Hansen, Christiansen |
| 7. Dezember 2017 18:00 Uhr | meiste Tore: Hagman 6 | (17:13)      | meiste Tore: Fünf Spielerin je 3 | EgeTrans Arena, Bietigheim-Bissingen Zuschauer: 2.220 Schiedsrichter: Hansen, Christiansen |
| 7. Dezember 2017 18:00 Uhr | Strafen: 2× 6×        | Spielbericht | Strafen: 1× 3×                   | EgeTrans Arena, Bietigheim-Bissingen Zuschauer: 2.220 Schiedsrichter: Hansen, Christiansen |

| 7. Dezember 2017 20:30 Uhr | Tschechien               | 16:34        | Norwegen            | EgeTrans Arena, Bietigheim-Bissingen Zuschauer: 2.300 Schiedsrichter: Schulze, Tönnies |
| 7. Dezember 2017 20:30 Uhr | meiste Tore: Jeřábková 4 | (7:20)       | meiste Tore: Mørk 7 | EgeTrans Arena, Bietigheim-Bissingen Zuschauer: 2.300 Schiedsrichter: Schulze, Tönnies |
| 7. Dezember 2017 20:30 Uhr | Strafen: 2× 7×           | Spielbericht | Strafen: 2× 4×      | EgeTrans Arena, Bietigheim-Bissingen Zuschauer: 2.300 Schiedsrichter: Schulze, Tönnies |

| 8. Dezember 2017 14:00 Uhr | Argentinien            | 20:38        | Polen                        | EgeTrans Arena, Bietigheim-Bissingen Zuschauer: 1.100 Schiedsrichter: Schulze, Tönnies |
| 8. Dezember 2017 14:00 Uhr | meiste Tore: Salvadó 4 | (9:19)       | meiste Tore: Kudłacz-Gloc 10 | EgeTrans Arena, Bietigheim-Bissingen Zuschauer: 1.100 Schiedsrichter: Schulze, Tönnies |
| 8. Dezember 2017 14:00 Uhr | Strafen: 2× 3×         | Spielbericht | Strafen: 3×                  | EgeTrans Arena, Bietigheim-Bissingen Zuschauer: 1.100 Schiedsrichter: Schulze, Tönnies |

| 8. Dezember 2017 18:00 Uhr | Tschechien               | 29:30        | Ungarn                     | EgeTrans Arena, Bietigheim-Bissingen Zuschauer: 3.620 Schiedsrichter: Hansen, Christiansen |
| 8. Dezember 2017 18:00 Uhr | meiste Tore: Jeřábková 9 | (14:17)      | meiste Tore: Bognár-Bódi 7 | EgeTrans Arena, Bietigheim-Bissingen Zuschauer: 3.620 Schiedsrichter: Hansen, Christiansen |
| 8. Dezember 2017 18:00 Uhr | Strafen: 3× 2×           | Spielbericht | Strafen: 2× 7×             | EgeTrans Arena, Bietigheim-Bissingen Zuschauer: 3.620 Schiedsrichter: Hansen, Christiansen |

| 8. Dezember 2017 20:30 Uhr | Norwegen            | 28:31        | Schweden               | EgeTrans Arena, Bietigheim-Bissingen Zuschauer: 3.620 Schiedsrichter: Koo, Lee |
| 8. Dezember 2017 20:30 Uhr | meiste Tore: Mørk 9 | (18:16)      | meiste Tore: Gulldén 9 | EgeTrans Arena, Bietigheim-Bissingen Zuschauer: 3.620 Schiedsrichter: Koo, Lee |
| 8. Dezember 2017 20:30 Uhr | Strafen: 3× 2×      | Spielbericht | Strafen: 3× 1×         | EgeTrans Arena, Bietigheim-Bissingen Zuschauer: 3.620 Schiedsrichter: Koo, Lee |

#### Gruppe C
Die Spiele der Gruppe C wurden in der EWE Arena in Oldenburg ausgetragen.
| Pl. | Land       | Sp. | S | U | N | Tore      | Diff. | Punkte |
| --- | ---------- | --- | - | - | - | --------- | ----- | ------ |
| 1.  | Russland   | 5   | 5 | 0 | 0 | 0149:1110 | +38   | 10     |
| 2.  | Dänemark   | 5   | 3 | 0 | 2 | 0142:1200 | +22   | 6      |
| 3.  | Japan      | 5   | 2 | 1 | 2 | 0134:1300 | +4    | 5      |
| 4.  | Montenegro | 5   | 2 | 1 | 2 | 0135:1270 | +8    | 5      |
| 5.  | Brasilien  | 5   | 1 | 2 | 2 | 0110:1190 | −9    | 4      |
| 6.  | Tunesien   | 5   | 0 | 0 | 5 | 093:1560  | −63   | 0      |

| 2. Dezember 2017 14:00 Uhr | Russland                       | 36:16        | Tunesien               | EWE Arena, Oldenburg Zuschauer: 2.293 Schiedsrichter: Antić, Jakovljević |
| 2. Dezember 2017 14:00 Uhr | meiste Tore: Vier Spieler je 5 | (14:9)       | meiste Tore: Chebbah 6 | EWE Arena, Oldenburg Zuschauer: 2.293 Schiedsrichter: Antić, Jakovljević |
| 2. Dezember 2017 14:00 Uhr | Strafen: 3× 4×                 | Spielbericht | Strafen: 3× 2×         | EWE Arena, Oldenburg Zuschauer: 2.293 Schiedsrichter: Antić, Jakovljević |

| 2. Dezember 2017 18:00 Uhr | Brasilien                      | 28:28        | Japan               | EWE Arena, Oldenburg Zuschauer: 2.973 Schiedsrichter: C. Bonaventura, J. Bonaventura |
| 2. Dezember 2017 18:00 Uhr | meiste Tore: Rodrigues Belo 11 | (12:15)      | meiste Tore: Hara 7 | EWE Arena, Oldenburg Zuschauer: 2.973 Schiedsrichter: C. Bonaventura, J. Bonaventura |
| 2. Dezember 2017 18:00 Uhr | Strafen: 4× 6× 1×              | Spielbericht | Strafen: 2× 3×      | EWE Arena, Oldenburg Zuschauer: 2.973 Schiedsrichter: C. Bonaventura, J. Bonaventura |

| 2. Dezember 2017 20:30 Uhr | Dänemark                           | 24:31        | Montenegro                | EWE Arena, Oldenburg Zuschauer: 3.079 Schiedsrichter: Horváth, Marton |
| 2. Dezember 2017 20:30 Uhr | meiste Tore: Grigel, Tranborg je 5 | (12:17)      | meiste Tore: Radičević 12 | EWE Arena, Oldenburg Zuschauer: 3.079 Schiedsrichter: Horváth, Marton |
| 2. Dezember 2017 20:30 Uhr | Strafen: 3× 5×                     | Spielbericht | Strafen: 4× 5×            | EWE Arena, Oldenburg Zuschauer: 3.079 Schiedsrichter: Horváth, Marton |

| 3. Dezember 2017 14:00 Uhr | Tunesien               | 22:23        | Brasilien                     | EWE Arena, Oldenburg Zuschauer: 2.351 Schiedsrichter: Lah, Sok |
| 3. Dezember 2017 14:00 Uhr | meiste Tore: Chebbah 7 | (13:10)      | meiste Tore: Rodrigues Belo 7 | EWE Arena, Oldenburg Zuschauer: 2.351 Schiedsrichter: Lah, Sok |
| 3. Dezember 2017 14:00 Uhr | Strafen: 3× 4×         | Spielbericht | Strafen: 2× 5×                | EWE Arena, Oldenburg Zuschauer: 2.351 Schiedsrichter: Lah, Sok |

| 3. Dezember 2017 18:00 Uhr | Montenegro               | 24:28        | Russland                  | EWE Arena, Oldenburg Zuschauer: 2.269 Schiedsrichter: C. Bonaventura, J. Bonaventura |
| 3. Dezember 2017 18:00 Uhr | meiste Tore: Bulatović 7 | (12:15)      | meiste Tore: Dmitrijewa 5 | EWE Arena, Oldenburg Zuschauer: 2.269 Schiedsrichter: C. Bonaventura, J. Bonaventura |
| 3. Dezember 2017 18:00 Uhr | Strafen: 3× 4×           | Spielbericht | Strafen: 3× 4×            | EWE Arena, Oldenburg Zuschauer: 2.269 Schiedsrichter: C. Bonaventura, J. Bonaventura |

| 3. Dezember 2017 20:30 Uhr | Japan                          | 18:32        | Dänemark                                        | EWE Arena, Oldenburg Zuschauer: 2.389 Schiedsrichter: Antić, Jakovljević |
| 3. Dezember 2017 20:30 Uhr | meiste Tore: Vier Spieler je 3 | (5:16)       | meiste Tore: Heindahl, Böhme, S. Jørgensen je 5 | EWE Arena, Oldenburg Zuschauer: 2.389 Schiedsrichter: Antić, Jakovljević |
| 3. Dezember 2017 20:30 Uhr | Strafen: 2×                    | Spielbericht | Strafen: 1× 4×                                  | EWE Arena, Oldenburg Zuschauer: 2.389 Schiedsrichter: Antić, Jakovljević |

| 5. Dezember 2017 12:00 Uhr | Montenegro               | 28:29        | Japan                  | EWE Arena, Oldenburg Zuschauer: 1.103 Schiedsrichter: Lah, Sok |
| 5. Dezember 2017 12:00 Uhr | meiste Tore: Radičević 7 | (15:12)      | meiste Tore: Ikehara 9 | EWE Arena, Oldenburg Zuschauer: 1.103 Schiedsrichter: Lah, Sok |
| 5. Dezember 2017 12:00 Uhr | Strafen: 3×              | Spielbericht | Strafen: 3× 1×         | EWE Arena, Oldenburg Zuschauer: 1.103 Schiedsrichter: Lah, Sok |

| 5. Dezember 2017 17:45 Uhr | Russland                 | 24:16        | Brasilien             | EWE Arena, Oldenburg Zuschauer: 1.721 Schiedsrichter: Horváth, Marton |
| 5. Dezember 2017 17:45 Uhr | meiste Tore: Samochina 6 | (14:7)       | meiste Tore: Amorim 5 | EWE Arena, Oldenburg Zuschauer: 1.721 Schiedsrichter: Horváth, Marton |
| 5. Dezember 2017 17:45 Uhr | Strafen: 2× 5×           | Spielbericht | Strafen: 4× 3×        | EWE Arena, Oldenburg Zuschauer: 1.721 Schiedsrichter: Horváth, Marton |

| 5. Dezember 2017 20:30 Uhr | Dänemark                    | 37:19        | Tunesien               | EWE Arena, Oldenburg Zuschauer: 1.812 Schiedsrichter: C. Bonaventura, J. Bonaventura |
| 5. Dezember 2017 20:30 Uhr | meiste Tore: L. Jørgensen 6 | (15:6)       | meiste Tore: Chebbah 7 | EWE Arena, Oldenburg Zuschauer: 1.812 Schiedsrichter: C. Bonaventura, J. Bonaventura |
| 5. Dezember 2017 20:30 Uhr | Strafen: 3× 4×              | Spielbericht | Strafen: 2×            | EWE Arena, Oldenburg Zuschauer: 1.812 Schiedsrichter: C. Bonaventura, J. Bonaventura |

| 6. Dezember 2017 14:00 Uhr | Russland                                            | 29:28        | Japan                             | EWE Arena, Oldenburg Zuschauer: 1.187 Schiedsrichter: C. Bonaventura, J. Bonaventura |
| 6. Dezember 2017 14:00 Uhr | meiste Tore: Dmitrijewa, Wjachirewa, Samochina je 5 | (13:11)      | meiste Tore: Ikehara, Sunami je 6 | EWE Arena, Oldenburg Zuschauer: 1.187 Schiedsrichter: C. Bonaventura, J. Bonaventura |
| 6. Dezember 2017 14:00 Uhr | Strafen: 2× 8×                                      | Spielbericht | Strafen: 2× 7× 1×                 | EWE Arena, Oldenburg Zuschauer: 1.187 Schiedsrichter: C. Bonaventura, J. Bonaventura |

| 6. Dezember 2017 18:00 Uhr | Tunesien                         | 23:29        | Montenegro              | EWE Arena, Oldenburg Zuschauer: 1.989 Schiedsrichter: Antić, Jakovljević |
| 6. Dezember 2017 18:00 Uhr | meiste Tore: Chebbah, Kouki je 5 | (13:15)      | meiste Tore: Raičević 9 | EWE Arena, Oldenburg Zuschauer: 1.989 Schiedsrichter: Antić, Jakovljević |
| 6. Dezember 2017 18:00 Uhr | Strafen: 1× 4×                   | Spielbericht | Strafen: 3× 5× 1×       | EWE Arena, Oldenburg Zuschauer: 1.989 Schiedsrichter: Antić, Jakovljević |

| 6. Dezember 2017 20:30 Uhr | Brasilien                     | 20:22        | Dänemark                    | EWE Arena, Oldenburg Zuschauer: 2.105 Schiedsrichter: Horváth, Marton |
| 6. Dezember 2017 20:30 Uhr | meiste Tore: Rodrigues Belo 6 | (13:13)      | meiste Tore: S. Jørgensen 9 | EWE Arena, Oldenburg Zuschauer: 2.105 Schiedsrichter: Horváth, Marton |
| 6. Dezember 2017 20:30 Uhr | Strafen: 4× 2×                | Spielbericht | Strafen: 4×                 | EWE Arena, Oldenburg Zuschauer: 2.105 Schiedsrichter: Horváth, Marton |

| 8. Dezember 2017 12:00 Uhr | Japan                    | 31:13        | Tunesien               | EWE Arena, Oldenburg Zuschauer: 809 Schiedsrichter: Horváth, Marton |
| 8. Dezember 2017 12:00 Uhr | meiste Tore: Yokoshima 8 | (15:6)       | meiste Tore: Chebbah 5 | EWE Arena, Oldenburg Zuschauer: 809 Schiedsrichter: Horváth, Marton |
| 8. Dezember 2017 12:00 Uhr | Strafen: 2× 5×           | Spielbericht | Strafen: 2× 4× 1×      | EWE Arena, Oldenburg Zuschauer: 809 Schiedsrichter: Horváth, Marton |

| 8. Dezember 2017 17:45 Uhr | Brasilien                                | 23:23        | Montenegro               | EWE Arena, Oldenburg Zuschauer: 3.607 Schiedsrichter: Arntsen, Røen |
| 8. Dezember 2017 17:45 Uhr | meiste Tore: Rodrigues Belo, Amorim je 6 | (13:12)      | meiste Tore: Bulatović 6 | EWE Arena, Oldenburg Zuschauer: 3.607 Schiedsrichter: Arntsen, Røen |
| 8. Dezember 2017 17:45 Uhr | Strafen: 3×                              | Spielbericht | Strafen: 3× 5×           | EWE Arena, Oldenburg Zuschauer: 3.607 Schiedsrichter: Arntsen, Røen |

| 8. Dezember 2017 20:30 Uhr | Dänemark                         | 27:32        | Russland                 | EWE Arena, Oldenburg Zuschauer: 4.021 Schiedsrichter: Lah, Sok |
| 8. Dezember 2017 20:30 Uhr | meiste Tore: Fisker, Woller je 5 | (11:12)      | meiste Tore: Samochina 7 | EWE Arena, Oldenburg Zuschauer: 4.021 Schiedsrichter: Lah, Sok |
| 8. Dezember 2017 20:30 Uhr | Strafen: 2× 4×                   | Spielbericht | Strafen: 2×              | EWE Arena, Oldenburg Zuschauer: 4.021 Schiedsrichter: Lah, Sok |

#### Gruppe D
Die Spiele der Gruppe D wurden in der Arena Leipzig in Leipzig ausgetragen.
| Pl. | Land                | Sp. | S | U | N | Tore      | Diff. | Punkte |
| --- | ------------------- | --- | - | - | - | --------- | ----- | ------ |
| 1.  | Serbien             | 5   | 3 | 2 | 0 | 0159:1210 | +38   | 8      |
| 2.  | Niederlande         | 5   | 3 | 1 | 1 | 0149:1110 | +38   | 7      |
| 3.  | Deutschland         | 5   | 3 | 1 | 1 | 0120:950  | +25   | 7      |
| 4.  | Südkorea            | 5   | 3 | 0 | 2 | 0134:1180 | +16   | 6      |
| 5.  | Kamerun             | 5   | 0 | 1 | 4 | 0105:1500 | −45   | 1      |
| 6.  | Volksrepublik China | 5   | 0 | 1 | 4 | 092:1640  | −72   | 1      |

| 1. Dezember 2017 19:00 Uhr | Deutschland            | 28:15        | Kamerun                        | Arena Leipzig, Leipzig Zuschauer: 6.000 Schiedsrichter: Arntsen, Røen |
| 1. Dezember 2017 19:00 Uhr | meiste Tore: Loerper 5 | (12:7)       | meiste Tore: Djiepmou Medibe 3 | Arena Leipzig, Leipzig Zuschauer: 6.000 Schiedsrichter: Arntsen, Røen |
| 1. Dezember 2017 19:00 Uhr | Strafen: 3× 1×         | Spielbericht | Strafen: 2× 8× 1×              | Arena Leipzig, Leipzig Zuschauer: 6.000 Schiedsrichter: Arntsen, Røen |

| 2. Dezember 2017 15:30 Uhr | Serbien                                     | 43:23        | China              | Arena Leipzig, Leipzig Zuschauer: 1.352 Schiedsrichter: Erdoğan, Özdeniz |
| 2. Dezember 2017 15:30 Uhr | meiste Tore: Krpež Šlezak, Damnjanović je 8 | (21:11)      | meiste Tore: Liu 9 | Arena Leipzig, Leipzig Zuschauer: 1.352 Schiedsrichter: Erdoğan, Özdeniz |
| 2. Dezember 2017 15:30 Uhr | Strafen: 3× 4×                              | Spielbericht | Strafen: 3× 4× 1×  | Arena Leipzig, Leipzig Zuschauer: 1.352 Schiedsrichter: Erdoğan, Özdeniz |

| 2. Dezember 2017 18:00 Uhr | Niederlande             | 22:24        | Südkorea            | Arena Leipzig, Leipzig Zuschauer: 2.066 Schiedsrichter: García, Marín |
| 2. Dezember 2017 18:00 Uhr | meiste Tore: Abbingh 11 | (11:14)      | meiste Tore: Kang 6 | Arena Leipzig, Leipzig Zuschauer: 2.066 Schiedsrichter: García, Marín |
| 2. Dezember 2017 18:00 Uhr | Strafen: 2× 3×          | Spielbericht | Strafen: 1×         | Arena Leipzig, Leipzig Zuschauer: 2.066 Schiedsrichter: García, Marín |

| 3. Dezember 2017 14:00 Uhr | Kamerun                                        | 21:34        | Serbien                                       | Arena Leipzig, Leipzig Zuschauer: 2.107 Schiedsrichter: García, Marín |
| 3. Dezember 2017 14:00 Uhr | meiste Tore: Atangana Belibi, Touba Byolo je 5 | (9:20)       | meiste Tore: Krpež Šlezak, Radosavljević je 6 | Arena Leipzig, Leipzig Zuschauer: 2.107 Schiedsrichter: García, Marín |
| 3. Dezember 2017 14:00 Uhr | Strafen: 1× 5×                                 | Spielbericht | Strafen: 2× 3×                                | Arena Leipzig, Leipzig Zuschauer: 2.107 Schiedsrichter: García, Marín |

| 3. Dezember 2017 18:00 Uhr | China              | 15:40        | Niederlande                                       | Arena Leipzig, Leipzig Zuschauer: 4.381 Schiedsrichter: Arntsen, Røen |
| 3. Dezember 2017 18:00 Uhr | meiste Tore: Liu 6 | (9:20)       | meiste Tore: Polman, Steenbakkers, Malestein je 5 | Arena Leipzig, Leipzig Zuschauer: 4.381 Schiedsrichter: Arntsen, Røen |
| 3. Dezember 2017 18:00 Uhr | Strafen: 2×        | Spielbericht | Strafen: 3× 2×                                    | Arena Leipzig, Leipzig Zuschauer: 4.381 Schiedsrichter: Arntsen, Røen |

| 3. Dezember 2017 20:30 Uhr | Südkorea                   | 18:23        | Deutschland               | Arena Leipzig, Leipzig Zuschauer: 5.794 Schiedsrichter: Kurtagic, Wetterwik |
| 3. Dezember 2017 20:30 Uhr | meiste Tore: Sim, Lee je 5 | (10:11)      | meiste Tore: Gubernatis 7 | Arena Leipzig, Leipzig Zuschauer: 5.794 Schiedsrichter: Kurtagic, Wetterwik |
| 3. Dezember 2017 20:30 Uhr | Strafen: 3×                | Spielbericht | Strafen: 4× 5×            | Arena Leipzig, Leipzig Zuschauer: 5.794 Schiedsrichter: Kurtagic, Wetterwik |

| 5. Dezember 2017 12:00 Uhr | Südkorea          | 31:19        | China              | Arena Leipzig, Leipzig Zuschauer: 3.917 Schiedsrichter: García, Marín |
| 5. Dezember 2017 12:00 Uhr | meiste Tore: Yu 8 | (18:10)      | meiste Tore: Liu 8 | Arena Leipzig, Leipzig Zuschauer: 3.917 Schiedsrichter: García, Marín |
| 5. Dezember 2017 12:00 Uhr | Strafen: 2×       | Spielbericht | Strafen: 2× 3×     | Arena Leipzig, Leipzig Zuschauer: 3.917 Schiedsrichter: García, Marín |

| 5. Dezember 2017 15:30 Uhr | Niederlande                               | 29:22        | Kamerun                                        | Arena Leipzig, Leipzig Zuschauer: 2.237 Schiedsrichter: Erdoğan, Özdeniz |
| 5. Dezember 2017 15:30 Uhr | meiste Tore: van der Heijden, Polman je 4 | (14:8)       | meiste Tore: Djiepmou Medibe, Touba Byolo je 4 | Arena Leipzig, Leipzig Zuschauer: 2.237 Schiedsrichter: Erdoğan, Özdeniz |
| 5. Dezember 2017 15:30 Uhr | Strafen: 3×                               | Spielbericht | Strafen: 1× 5× 1×                              | Arena Leipzig, Leipzig Zuschauer: 2.237 Schiedsrichter: Erdoğan, Özdeniz |

| 5. Dezember 2017 18:00 Uhr | Deutschland          | 22:22        | Serbien                     | Arena Leipzig, Leipzig Zuschauer: 3.871 Schiedsrichter: Arntsen, Røen |
| 5. Dezember 2017 18:00 Uhr | meiste Tore: Huber 6 | (9:11)       | meiste Tore: Krpež Šlezak 7 | Arena Leipzig, Leipzig Zuschauer: 3.871 Schiedsrichter: Arntsen, Røen |
| 5. Dezember 2017 18:00 Uhr | Strafen: 4× 6×       | Spielbericht | Strafen: 4×                 | Arena Leipzig, Leipzig Zuschauer: 3.871 Schiedsrichter: Arntsen, Røen |

| 6. Dezember 2017 12:00 Uhr | Kamerun                        | 21:33        | Südkorea                       | Arena Leipzig, Leipzig Zuschauer: 667 Schiedsrichter: Arntsen, Røen |
| 6. Dezember 2017 12:00 Uhr | meiste Tore: Djiepmou Medibe 6 | (6:16)       | meiste Tore: Yu, Jo, Choi je 5 | Arena Leipzig, Leipzig Zuschauer: 667 Schiedsrichter: Arntsen, Røen |
| 6. Dezember 2017 12:00 Uhr | Strafen: 3× 6× 1×              | Spielbericht | Strafen: 2×                    | Arena Leipzig, Leipzig Zuschauer: 667 Schiedsrichter: Arntsen, Røen |

| 6. Dezember 2017 15:30 Uhr | Serbien                  | 27:27        | Niederlande            | Arena Leipzig, Leipzig Zuschauer: 2.545 Schiedsrichter: Kurtagic, Wetterwik |
| 6. Dezember 2017 15:30 Uhr | meiste Tore: Dmitrović 9 | (15:15)      | meiste Tore: Abbingh 7 | Arena Leipzig, Leipzig Zuschauer: 2.545 Schiedsrichter: Kurtagic, Wetterwik |
| 6. Dezember 2017 15:30 Uhr | Strafen: 3× 6×           | Spielbericht | Strafen: 3×            | Arena Leipzig, Leipzig Zuschauer: 2.545 Schiedsrichter: Kurtagic, Wetterwik |

| 6. Dezember 2017 18:00 Uhr | Deutschland         | 24:9         | China                             | Arena Leipzig, Leipzig Zuschauer: 3.165 Schiedsrichter: Erdoğan, Özdeniz |
| 6. Dezember 2017 18:00 Uhr | meiste Tore: Bölk 4 | (10:3)       | meiste Tore: Zhang, Liu, Sun je 2 | Arena Leipzig, Leipzig Zuschauer: 3.165 Schiedsrichter: Erdoğan, Özdeniz |
| 6. Dezember 2017 18:00 Uhr | Strafen: 3× 1×      | Spielbericht | Strafen: 2× 4×                    | Arena Leipzig, Leipzig Zuschauer: 3.165 Schiedsrichter: Erdoğan, Özdeniz |

| 8. Dezember 2017 14:00 Uhr | China             | 26:26        | Kamerun                         | Arena Leipzig, Leipzig Zuschauer: 1.825 Schiedsrichter: Antić, Jakovljević |
| 8. Dezember 2017 14:00 Uhr | meiste Tore: Ru 5 | (13:13)      | meiste Tore: Nchouapouognigni 5 | Arena Leipzig, Leipzig Zuschauer: 1.825 Schiedsrichter: Antić, Jakovljević |
| 8. Dezember 2017 14:00 Uhr | Strafen: 3×       | Spielbericht | Strafen: 2× 5×                  | Arena Leipzig, Leipzig Zuschauer: 1.825 Schiedsrichter: Antić, Jakovljević |

| 8. Dezember 2017 18:00 Uhr | Niederlande            | 31:23        | Deutschland           | Arena Leipzig, Leipzig Zuschauer: 6.000 Schiedsrichter: García, Marín |
| 8. Dezember 2017 18:00 Uhr | meiste Tore: Abbingh 9 | (18:10)      | meiste Tore: Stolle 6 | Arena Leipzig, Leipzig Zuschauer: 6.000 Schiedsrichter: García, Marín |
| 8. Dezember 2017 18:00 Uhr | Strafen: 1× 3×         | Spielbericht | Strafen: 3×           | Arena Leipzig, Leipzig Zuschauer: 6.000 Schiedsrichter: García, Marín |

| 8. Dezember 2017 20:30 Uhr | Serbien                                  | 33:28        | Südkorea          | Arena Leipzig, Leipzig Zuschauer: 5.432 Schiedsrichter: Erdoğan, Özdeniz |
| 8. Dezember 2017 20:30 Uhr | meiste Tore: Damnjanović, Pop-Lazić je 5 | (15:14)      | meiste Tore: Yu 8 | Arena Leipzig, Leipzig Zuschauer: 5.432 Schiedsrichter: Erdoğan, Özdeniz |
| 8. Dezember 2017 20:30 Uhr | Strafen: 3× 4×                           | Spielbericht | Strafen: 2×       | Arena Leipzig, Leipzig Zuschauer: 5.432 Schiedsrichter: Erdoğan, Özdeniz |

### Finalrunde
Ab der Finalrunde wurden die Spiele im K.-o.-Modus ausgetragen. Im Falle eines Unentschiedens nach regulärer Spielzeit fand eine Verlängerung mit zweimal fünf Minuten Spielzeit statt. Endete auch die erste Verlängerung mit einem Unentschieden, sollte eine zweite Verlängerung mit zweimal fünf Minuten gespielt werden. Wenn dann immer noch keine Mannschaft in Führung liegt, muss das Spiel in einem Siebenmeterwerfen entschieden werden.

#### Übersicht
|  | Achtelfinale | Achtelfinale | Achtelfinale |            |             | Viertelfinale    | Viertelfinale    | Viertelfinale    |    |  | Halbfinale | Halbfinale | Halbfinale |  |  | Finale | Finale | Finale |
|  |              |              |              |            |             |                  |                  |                  |    |  |            |            |            |  |  |        |        |        |
|  | B1           | Schweden     | 33           |            |             |                  |                  |                  |    |  |            |            |            |  |  |        |        |        |
|  | A4           | Slowenien    | 21           |            |             |                  |                  |                  |    |  |            |            |            |  |  |        |        |        |
|  | A4           | Slowenien    | 21           | B1         | Schweden    | 26               |                  |                  |    |  |            |            |            |  |  |        |        |        |
|  |              |              |              | B1         | Schweden    | 26               |                  |                  |    |  |            |            |            |  |  |        |        |        |
|  |              |              | C2           | Dänemark   | 23          |                  |                  |                  |    |  |            |            |            |  |  |        |        |        |
|  | D3           | Deutschland  | C2           | Dänemark   | 23          | 17               |                  |                  |    |  |            |            |            |  |  |        |        |        |
|  | D3           | Deutschland  |              |            |             | 17               |                  |                  |    |  |            |            |            |  |  |        |        |        |
|  | C2           | Dänemark     | 21           |            |             |                  |                  |                  |    |  |            |            |            |  |  |        |        |        |
|  | C2           | Dänemark     | 21           | B1         | Schweden    | 22               |                  |                  |    |  |            |            |            |  |  |        |        |        |
|  |              |              |              | B1         | Schweden    | 22               |                  |                  |    |  |            |            |            |  |  |        |        |        |
|  |              | A2           | Frankreich   | 24         |             |                  |                  |                  |    |  |            |            |            |  |  |        |        |        |
|  | B3           | A2           | Frankreich   | 24         | Ungarn      | 26               |                  |                  |    |  |            |            |            |  |  |        |        |        |
|  | B3           |              |              |            | Ungarn      | 26               |                  |                  |    |  |            |            |            |  |  |        |        |        |
|  | A2           | Frankreich   | 29           |            |             |                  |                  |                  |    |  |            |            |            |  |  |        |        |        |
|  | A2           | Frankreich   | 29           | A2         | Frankreich  | 25               |                  |                  |    |  |            |            |            |  |  |        |        |        |
|  |              |              |              | A2         | Frankreich  | 25               |                  |                  |    |  |            |            |            |  |  |        |        |        |
|  |              |              | C4           | Montenegro | 22          |                  |                  |                  |    |  |            |            |            |  |  |        |        |        |
|  | D1           | Serbien      | C4           | Montenegro | 22          | 29               |                  |                  |    |  |            |            |            |  |  |        |        |        |
|  | D1           | Serbien      |              |            |             |                  |                  |                  |    |  |            |            |            |  |  |        |        |        |
|  | C4           | Montenegro   | 31           |            |             |                  |                  |                  |    |  |            |            |            |  |  |        |        |        |
|  | C4           | Montenegro   | 31           | A2         | Frankreich  | 23               |                  |                  |    |  |            |            |            |  |  |        |        |        |
|  |              |              |              |            |             |                  |                  |                  |    |  |            |            |            |  |  |        |        |        |
|  |              | B2           | Norwegen     | 21         |             |                  |                  |                  |    |  |            |            |            |  |  |        |        |        |
|  | C3           | B2           | Norwegen     | 21         | Japan       | 24               |                  |                  |    |  |            |            |            |  |  |        |        |        |
|  | C3           |              |              |            | Japan       | 24               |                  |                  |    |  |            |            |            |  |  |        |        |        |
|  | D2           | Niederlande  | 26V          |            |             |                  |                  |                  |    |  |            |            |            |  |  |        |        |        |
|  | D2           | Niederlande  | 26V          | D2         | Niederlande | 30               |                  |                  |    |  |            |            |            |  |  |        |        |        |
|  |              |              |              | D2         | Niederlande | 30               |                  |                  |    |  |            |            |            |  |  |        |        |        |
|  |              |              | B4           | Tschechien | 26          |                  |                  |                  |    |  |            |            |            |  |  |        |        |        |
|  | A1           | Rumänien     | B4           | Tschechien | 26          | 27               |                  |                  |    |  |            |            |            |  |  |        |        |        |
|  | A1           | Rumänien     |              |            |             | 27               |                  |                  |    |  |            |            |            |  |  |        |        |        |
|  | B4           | Tschechien   | 28           |            |             |                  |                  |                  |    |  |            |            |            |  |  |        |        |        |
|  | B4           | Tschechien   | 28           | D2         | Niederlande | 23               |                  |                  |    |  |            |            |            |  |  |        |        |        |
|  |              |              |              | D2         | Niederlande | 23               |                  |                  |    |  |            |            |            |  |  |        |        |        |
|  |              | B2           | Norwegen     | 32         |             |                  |                  |                  |    |  |            |            |            |  |  |        |        |        |
|  | A3           | B2           | Norwegen     | 32         | Spanien     | 23               |                  |                  |    |  |            |            |            |  |  |        |        |        |
|  | A3           |              |              |            |             |                  |                  |                  |    |  |            |            |            |  |  |        |        |        |
|  | B2           | Norwegen     | 31           |            |             | Spiel um Platz 3 | Spiel um Platz 3 | Spiel um Platz 3 |    |  |            |            |            |  |  |        |        |        |
|  | B2           | Norwegen     | 31           | B2         | Norwegen    | Spiel um Platz 3 | Spiel um Platz 3 | Spiel um Platz 3 | 34 |  |            |            |            |  |  |        |        |        |
|  |              |              |              | B2         | Norwegen    | B1               | Schweden         | 21               | 34 |  |            |            |            |  |  |        |        |        |
|  |              |              | C1           | Russland   | 17          | B1               | Schweden         | 21               |    |  |            |            |            |  |  |        |        |        |
|  | C1           | Russland     | C1           | Russland   | 17          | 36V              | D2               | Niederlande      | 24 |  |            |            |            |  |  |        |        |        |
|  | C1           | Russland     |              |            |             |                  |                  | Niederlande      | 24 |  |            |            |            |  |  |        |        |        |
|  | D4           | Südkorea     | 35           |            |             |                  |                  |                  |    |  |            |            |            |  |  |        |        |        |

V Sieg nach Verlängerung

#### Achtelfinale
| 10. Dezember 2017 17:30 Uhr | Ungarn                              | 26:29        | Frankreich               | Arena Leipzig, Leipzig Zuschauer: 1.385 Schiedsrichter: Pavićević, Ražnatović |
| 10. Dezember 2017 17:30 Uhr | meiste Tore: Kovacsics, Lukács je 6 | (11:14)      | meiste Tore: Lacrabère 5 | Arena Leipzig, Leipzig Zuschauer: 1.385 Schiedsrichter: Pavićević, Ražnatović |
| 10. Dezember 2017 17:30 Uhr | Strafen: 3× 5×                      | Spielbericht | Strafen: 1× 4×           | Arena Leipzig, Leipzig Zuschauer: 1.385 Schiedsrichter: Pavićević, Ražnatović |

| 10. Dezember 2017 17:30 Uhr | Serbien               | 29:31        | Montenegro               | GETEC Arena, Magdeburg Zuschauer: 3.011 Schiedsrichter: García, Marín |
| 10. Dezember 2017 17:30 Uhr | meiste Tore: Cvijić 7 | (9:14)       | meiste Tore: Radičević 9 | GETEC Arena, Magdeburg Zuschauer: 3.011 Schiedsrichter: García, Marín |
| 10. Dezember 2017 17:30 Uhr | Strafen: 1× 5×        | Spielbericht | Strafen: 3× 6×           | GETEC Arena, Magdeburg Zuschauer: 3.011 Schiedsrichter: García, Marín |

| 10. Dezember 2017 20:30 Uhr | Schweden                | 33:21        | Slowenien            | Arena Leipzig, Leipzig Zuschauer: 1.190 Schiedsrichter: Grillo, Lenci |
| 10. Dezember 2017 20:30 Uhr | meiste Tore: Westberg 8 | (18:12)      | meiste Tore: Koren 8 | Arena Leipzig, Leipzig Zuschauer: 1.190 Schiedsrichter: Grillo, Lenci |
| 10. Dezember 2017 20:30 Uhr | Strafen: 3×             | Spielbericht | Strafen: 2× 4×       | Arena Leipzig, Leipzig Zuschauer: 1.190 Schiedsrichter: Grillo, Lenci |

| 10. Dezember 2017 20:30 Uhr | Deutschland          | 17:21        | Dänemark                                 | GETEC Arena, Magdeburg Zuschauer: 4.133 Schiedsrichter: Kurtagic, Wetterwik |
| 10. Dezember 2017 20:30 Uhr | meiste Tore: Smits 6 | (7:11)       | meiste Tore: Tranborg, S. Jørgensen je 5 | GETEC Arena, Magdeburg Zuschauer: 4.133 Schiedsrichter: Kurtagic, Wetterwik |
| 10. Dezember 2017 20:30 Uhr | Strafen: 3×          | Spielbericht | Strafen: 2× 6× 1×                        | GETEC Arena, Magdeburg Zuschauer: 4.133 Schiedsrichter: Kurtagic, Wetterwik |

| 11. Dezember 2017 17:30 Uhr | Russland                  | 36:35 n. V.      | Südkorea            | GETEC Arena, Magdeburg Zuschauer: 1.132 Schiedsrichter: Arntsen, Røen |
| 11. Dezember 2017 17:30 Uhr | meiste Tore: Wedjochina 9 | (16:13), (30:30) | meiste Tore: Lee 11 | GETEC Arena, Magdeburg Zuschauer: 1.132 Schiedsrichter: Arntsen, Røen |
| 11. Dezember 2017 17:30 Uhr | Strafen: 3× 4× 1×         | Spielbericht     | Strafen: 1×         | GETEC Arena, Magdeburg Zuschauer: 1.132 Schiedsrichter: Arntsen, Røen |

| 11. Dezember 2017 17:30 Uhr | Rumänien              | 27:28        | Tschechien               | Arena Leipzig, Leipzig Zuschauer: 1.003 Schiedsrichter: Schulze, Tönnies |
| 11. Dezember 2017 17:30 Uhr | meiste Tore: Neagu 13 | (17:14)      | meiste Tore: Jeřábková 7 | Arena Leipzig, Leipzig Zuschauer: 1.003 Schiedsrichter: Schulze, Tönnies |
| 11. Dezember 2017 17:30 Uhr | Strafen: 4× 10×       | Spielbericht | Strafen: 4× 3×           | Arena Leipzig, Leipzig Zuschauer: 1.003 Schiedsrichter: Schulze, Tönnies |

| 11. Dezember 2017 20:30 Uhr | Spanien               | 23:31        | Norwegen             | Arena Leipzig, Leipzig Zuschauer: 1.263 Schiedsrichter: Hansen, Christiansen |
| 11. Dezember 2017 20:30 Uhr | meiste Tore: Martín 6 | (10:13)      | meiste Tore: Mørk 11 | Arena Leipzig, Leipzig Zuschauer: 1.263 Schiedsrichter: Hansen, Christiansen |
| 11. Dezember 2017 20:30 Uhr | Strafen: 1× 4×        | Spielbericht | Strafen: 1× 5×       | Arena Leipzig, Leipzig Zuschauer: 1.263 Schiedsrichter: Hansen, Christiansen |

| 11. Dezember 2017 20:30 Uhr | Japan                  | 24:26 n. V.      | Niederlande              | GETEC Arena, Magdeburg Zuschauer: 1.231 Schiedsrichter: Krichen, Makhlouf |
| 11. Dezember 2017 20:30 Uhr | meiste Tore: Ikehara 5 | (10:10), (20:20) | meiste Tore: Malestein 7 | GETEC Arena, Magdeburg Zuschauer: 1.231 Schiedsrichter: Krichen, Makhlouf |
| 11. Dezember 2017 20:30 Uhr | Strafen: 2× 4×         | Spielbericht     | Strafen: 3×              | GETEC Arena, Magdeburg Zuschauer: 1.231 Schiedsrichter: Krichen, Makhlouf |

#### Viertelfinale
| 12. Dezember 2017 17:30 Uhr | Schweden                  | 26:23        | Dänemark                | Arena Leipzig, Leipzig Zuschauer: 2.387 Schiedsrichter: Alpaidse, Berjoskina |
| 12. Dezember 2017 17:30 Uhr | meiste Tore: Blomstrand 7 | (13:11)      | meiste Tore: Tranborg 7 | Arena Leipzig, Leipzig Zuschauer: 2.387 Schiedsrichter: Alpaidse, Berjoskina |
| 12. Dezember 2017 17:30 Uhr | Strafen: 2× 4×            | Spielbericht | Strafen: 2×             | Arena Leipzig, Leipzig Zuschauer: 2.387 Schiedsrichter: Alpaidse, Berjoskina |

| 12. Dezember 2017 20:45 Uhr | Frankreich            | 25:22        | Montenegro               | Arena Leipzig, Leipzig Zuschauer: 2.019 Schiedsrichter: Koo, Lee |
| 12. Dezember 2017 20:45 Uhr | meiste Tore: Pineau 5 | (12:10)      | meiste Tore: Bulatović 9 | Arena Leipzig, Leipzig Zuschauer: 2.019 Schiedsrichter: Koo, Lee |
| 12. Dezember 2017 20:45 Uhr | Strafen: 4× 3×        | Spielbericht | Strafen: 3×              | Arena Leipzig, Leipzig Zuschauer: 2.019 Schiedsrichter: Koo, Lee |

| 13. Dezember 2017 17:30 Uhr | Niederlande             | 30:26        | Tschechien               | GETEC Arena, Magdeburg Zuschauer: 1.451 Schiedsrichter: Horváth, Marton |
| 13. Dezember 2017 17:30 Uhr | meiste Tore: Abbingh 14 | (17:16)      | meiste Tore: Luzumová 11 | GETEC Arena, Magdeburg Zuschauer: 1.451 Schiedsrichter: Horváth, Marton |
| 13. Dezember 2017 17:30 Uhr | Strafen: 3× 4×          | Spielbericht | Strafen: 3× 5×           | GETEC Arena, Magdeburg Zuschauer: 1.451 Schiedsrichter: Horváth, Marton |

| 13. Dezember 2017 20:30 Uhr | Norwegen            | 34:17        | Russland                   | GETEC Arena, Magdeburg Zuschauer: 1.583 Schiedsrichter: C. Bonaventura, J. Bonaventura |
| 13. Dezember 2017 20:30 Uhr | meiste Tore: Mørk 9 | (15:8)       | meiste Tore: Kotschetowa 5 | GETEC Arena, Magdeburg Zuschauer: 1.583 Schiedsrichter: C. Bonaventura, J. Bonaventura |
| 13. Dezember 2017 20:30 Uhr | Strafen: 2×         | Spielbericht | Strafen: 2× 4×             | GETEC Arena, Magdeburg Zuschauer: 1.583 Schiedsrichter: C. Bonaventura, J. Bonaventura |

#### Halbfinale
| 15. Dezember 2017 17:30 Uhr | Niederlande                    | 23:32        | Norwegen            | Barclaycard Arena, Hamburg Zuschauer: 11.261 Schiedsrichter: Kurtagic, Wetterwik |
| 15. Dezember 2017 17:30 Uhr | meiste Tore: van der Heijden 5 | (10:17)      | meiste Tore: Mørk 8 | Barclaycard Arena, Hamburg Zuschauer: 11.261 Schiedsrichter: Kurtagic, Wetterwik |
| 15. Dezember 2017 17:30 Uhr | Strafen: 1× 2×                 | Spielbericht | Strafen: 3× 5×      | Barclaycard Arena, Hamburg Zuschauer: 11.261 Schiedsrichter: Kurtagic, Wetterwik |

| 15. Dezember 2017 20:45 Uhr | Schweden              | 22:24        | Frankreich               | Barclaycard Arena, Hamburg Zuschauer: 11.261 Schiedsrichter: García, Marín |
| 15. Dezember 2017 20:45 Uhr | meiste Tore: Hagman 8 | (12:11)      | meiste Tore: Lacrabère 5 | Barclaycard Arena, Hamburg Zuschauer: 11.261 Schiedsrichter: García, Marín |
| 15. Dezember 2017 20:45 Uhr | Strafen: 3×           | Spielbericht | Strafen: 2× 7×           | Barclaycard Arena, Hamburg Zuschauer: 11.261 Schiedsrichter: García, Marín |

#### Spiel um Platz 3
| 17. Dezember 2017 14:30 Uhr | Schweden               | 21:24        | Niederlande            | Barclaycard Arena, Hamburg Zuschauer: 11.162 Schiedsrichter: Alpaidse, Berjoskina |
| 17. Dezember 2017 14:30 Uhr | meiste Tore: Gulldén 7 | (8:14)       | meiste Tore: Abbingh 8 | Barclaycard Arena, Hamburg Zuschauer: 11.162 Schiedsrichter: Alpaidse, Berjoskina |
| 17. Dezember 2017 14:30 Uhr | Strafen: 1× 3×         | Spielbericht | Strafen: 1× 6× 1×      | Barclaycard Arena, Hamburg Zuschauer: 11.162 Schiedsrichter: Alpaidse, Berjoskina |

#### Finale
| 17. Dezember 2017 17:30 Uhr | Frankreich                        | 23:21        | Norwegen                            | Barclaycard Arena, Hamburg Zuschauer: 11.261 Schiedsrichter: Hansen, Christiansen |
| 17. Dezember 2017 17:30 Uhr | meiste Tore: Pineau, Houette je 4 | (11:10)      | meiste Tore: Kristiansen, Mørk je 7 | Barclaycard Arena, Hamburg Zuschauer: 11.261 Schiedsrichter: Hansen, Christiansen |
| 17. Dezember 2017 17:30 Uhr | Strafen: 4×                       | Spielbericht | Strafen: 1×                         | Barclaycard Arena, Hamburg Zuschauer: 11.261 Schiedsrichter: Hansen, Christiansen |

### President’s Cup
Beim President’s Cup wurden die Plätze 17 bis 24 ausgespielt. Dabei spielten die Gruppenfünften aus der Vorrunde um die Plätze 17 bis 20 und die Gruppensechsten aus der Vorrunde um die Plätze 21 bis 24. Genauso wie die Finalspiele, wurden die Spiele im K.-o.-Modus ausgetragen. Im Falle eines Unentschiedens nach regulärer Spielzeit fand bei den Platzierungsspielen ein Siebenmeterwerfen ohne vorherige Verlängerung statt. Ansonsten musste bei den Spielen um Platz 17, 19, 21 und 23 eine Verlängerung mit zweimal fünf Minuten Spielzeit gespielt werden, wenn die Partie unentschieden ausging. Endete auch die erste Verlängerung mit einem Unentschieden, musste eine zweite Verlängerung mit zweimal fünf Minuten gespielt werden. Wenn dann immer noch keine Mannschaft in Führung liegt, war das Spiel, genauso wie bei den Platzierungsspielen, in einem Siebenmeterwerfen zu entscheiden.

#### Übersicht
|  | Platzierungsrunde Platz 17-20 | Platzierungsrunde Platz 17-20 | Platzierungsrunde Platz 17-20 |    |       | Spiel um Platz 17 | Spiel um Platz 17 | Spiel um Platz 17 |
|  |                               |                               |                               |    |       |                   |                   |                   |
|  |                               |                               |                               |    |       |                   |                   |                   |
|  | A5                            | Angola                        | 33                            |    |       |                   |                   |                   |
|  | B5                            | Polen                         | 34S                           |    |       |                   |                   |                   |
|  |                               |                               |                               | B5 | Polen | 29                |                   |                   |
|  |                               |                               |                               |    | C5    | Brasilien         | 27                |                   |
|  | C5                            | Brasilien                     | 28                            |    |       |                   |                   |                   |
|  | D5                            | Kamerun                       | 26                            |    |       | Spiel um Platz 19 | Spiel um Platz 19 | Spiel um Platz 19 |
|  |                               |                               |                               |    |       | A5                | Angola            | 33                |
|  | D5                            | Kamerun                       | 23                            |    |       |                   |                   |                   |
|  |                               |                               |                               |    |       |                   |                   |                   |

|  | Platzierungsrunde Platz 21-24 | Platzierungsrunde Platz 21-24 | Platzierungsrunde Platz 21-24 |    |          | Spiel um Platz 21 | Spiel um Platz 21 | Spiel um Platz 21 |
|  |                               |                               |                               |    |          |                   |                   |                   |
|  |                               |                               |                               |    |          |                   |                   |                   |
|  | A6                            | Paraguay                      | 28                            |    |          |                   |                   |                   |
|  | B6                            | Argentinien                   | 25                            |    |          |                   |                   |                   |
|  |                               |                               |                               | A6 | Paraguay | 23                |                   |                   |
|  |                               |                               |                               |    | D6       | China             | 22                |                   |
|  | C6                            | Tunesien                      | 31                            |    |          |                   |                   |                   |
|  | D6                            | China                         | 32                            |    |          | Spiel um Platz 23 | Spiel um Platz 23 | Spiel um Platz 23 |
|  |                               |                               |                               |    |          | B6                | Argentinien       | 29                |
|  | C6                            | Tunesien                      | 19                            |    |          |                   |                   |                   |
|  |                               |                               |                               |    |          |                   |                   |                   |

S Sieg nach Siebenmeterwerfen

#### Platzierungsspiele
| 10. Dezember 2017 11:30 Uhr | Paraguay             | 28:25        | Argentinien                              | GETEC Arena, Magdeburg Zuschauer: 1.493 Schiedsrichter: Arntsen, Røen |
| 10. Dezember 2017 11:30 Uhr | meiste Tore: Fiore 8 | (10:12)      | meiste Tore: Ponce de Leon, Salvadó je 5 | GETEC Arena, Magdeburg Zuschauer: 1.493 Schiedsrichter: Arntsen, Røen |
| 10. Dezember 2017 11:30 Uhr | Strafen: 1× 3×       | Spielbericht | Strafen: 3×                              | GETEC Arena, Magdeburg Zuschauer: 1.493 Schiedsrichter: Arntsen, Røen |

| 10. Dezember 2017 14:00 Uhr | Tunesien                | 31:32        | China              | GETEC Arena, Magdeburg Zuschauer: 1.787 Schiedsrichter: C. Bonaventura, J. Bonaventura |
| 10. Dezember 2017 14:00 Uhr | meiste Tore: Hamrouni 6 | (14:16)      | meiste Tore: Liu 9 | GETEC Arena, Magdeburg Zuschauer: 1.787 Schiedsrichter: C. Bonaventura, J. Bonaventura |
| 10. Dezember 2017 14:00 Uhr | Strafen: 3× 2×          | Spielbericht | Strafen: 2× 5×     | GETEC Arena, Magdeburg Zuschauer: 1.787 Schiedsrichter: C. Bonaventura, J. Bonaventura |

| 10. Dezember 2017 11:30 Uhr | Angola                | 33:34 n. S.      | Polen                 | Arena Leipzig, Leipzig Zuschauer: 763 Schiedsrichter: Erdoğan, Özdeniz |
| 10. Dezember 2017 11:30 Uhr | meiste Tore: Guialo 9 | (13:12), (24:24) | meiste Tore: Grzyb 13 | Arena Leipzig, Leipzig Zuschauer: 763 Schiedsrichter: Erdoğan, Özdeniz |
| 10. Dezember 2017 11:30 Uhr | Strafen: 2× 5× 1×     | Spielbericht     | Strafen: 3×           | Arena Leipzig, Leipzig Zuschauer: 763 Schiedsrichter: Erdoğan, Özdeniz |

| 10. Dezember 2017 14:00 Uhr | Brasilien            | 28:26        | Kamerun                                    | Arena Leipzig, Leipzig Zuschauer: 637 Schiedsrichter: Alpaidse, Berjoskina |
| 10. Dezember 2017 14:00 Uhr | meiste Tore: Rocha 7 | (14:15)      | meiste Tore: Mossy Solle, Touba Byolo je 6 | Arena Leipzig, Leipzig Zuschauer: 637 Schiedsrichter: Alpaidse, Berjoskina |
| 10. Dezember 2017 14:00 Uhr | Strafen: 2× 4×       | Spielbericht | Strafen: 1× 7×                             | Arena Leipzig, Leipzig Zuschauer: 637 Schiedsrichter: Alpaidse, Berjoskina |

#### Spiel um Platz 23
| 11. Dezember 2017 11:30 Uhr | Argentinien            | 29:19        | Tunesien                 | GETEC Arena, Magdeburg Zuschauer: 1.361 Schiedsrichter: García, Marín |
| 11. Dezember 2017 11:30 Uhr | meiste Tore: Salvadó 8 | (15:10)      | meiste Tore: Chabchoub 5 | GETEC Arena, Magdeburg Zuschauer: 1.361 Schiedsrichter: García, Marín |
| 11. Dezember 2017 11:30 Uhr | Strafen: 1×            | Spielbericht | Strafen: 1× 3×           | GETEC Arena, Magdeburg Zuschauer: 1.361 Schiedsrichter: García, Marín |

#### Spiel um Platz 21
| 11. Dezember 2017 14:00 Uhr | Paraguay             | 23:21        | China              | GETEC Arena, Magdeburg Zuschauer: 1.361 Schiedsrichter: Kurtagic, Wetterwik |
| 11. Dezember 2017 14:00 Uhr | meiste Tore: Fiore 5 | (14:10)      | meiste Tore: Sun 6 | GETEC Arena, Magdeburg Zuschauer: 1.361 Schiedsrichter: Kurtagic, Wetterwik |
| 11. Dezember 2017 14:00 Uhr | Strafen: 1× 6×       | Spielbericht | Strafen: 4×        | GETEC Arena, Magdeburg Zuschauer: 1.361 Schiedsrichter: Kurtagic, Wetterwik |

#### Spiel um Platz 19
| 11. Dezember 2017 11:30 Uhr | Angola                 | 33:23        | Kamerun                                       | Arena Leipzig, Leipzig Zuschauer: 227 Schiedsrichter: Koo, Lee |
| 11. Dezember 2017 11:30 Uhr | meiste Tore: Machado 8 | (16:12)      | meiste Tore: Touba Byolo, Yotchoum, Yuoh je 4 | Arena Leipzig, Leipzig Zuschauer: 227 Schiedsrichter: Koo, Lee |
| 11. Dezember 2017 11:30 Uhr | Strafen: 3× 2×         | Spielbericht | Strafen: 1× 3×                                | Arena Leipzig, Leipzig Zuschauer: 227 Schiedsrichter: Koo, Lee |

#### Spiel um Platz 17
| 11. Dezember 2017 14:00 Uhr | Polen                       | 29:27        | Brasilien            | Arena Leipzig, Leipzig Zuschauer: 242 Schiedsrichter: Hizaki, Ikebuchi |
| 11. Dezember 2017 14:00 Uhr | meiste Tore: Kudłacz-Gloc 7 | (15:13)      | meiste Tore: Costa 8 | Arena Leipzig, Leipzig Zuschauer: 242 Schiedsrichter: Hizaki, Ikebuchi |
| 11. Dezember 2017 14:00 Uhr | Strafen: 3× 6× 1×           | Spielbericht | Strafen: 2× 5× 1×    | Arena Leipzig, Leipzig Zuschauer: 242 Schiedsrichter: Hizaki, Ikebuchi |

## Allstar-Team
| Position         | Name            | Land        |
| ---------------- | --------------- | ----------- |
| Tor:             | Katrine Lunde   | Norwegen    |
| Linksaußen:      | Siraba Dembélé  | Frankreich  |
| Rückraum links:  | Lois Abbingh    | Niederlande |
| Rückraum Mitte:  | Grâce Zaadi     | Frankreich  |
| Rückraum rechts: | Nora Mørk       | Norwegen    |
| Rechtsaußen:     | Nathalie Hagman | Schweden    |
| Kreis:           | Yvette Broch    | Niederlande |

## Statistiken

### Torschützinnenliste
| Pl.                                                                                                | Spieler               | Team        | Tore | FT | 7-m-Tore | T/S  | Spiele |
| -------------------------------------------------------------------------------------------------- | --------------------- | ----------- | ---- | -- | -------- | ---- | ------ |
| 01.                                                                                                | Nora Mørk             | Norwegen    | 66   | 41 | 25       | 7,33 | 9      |
| 02.                                                                                                | Lois Abbingh          | Niederlande | 58   | 38 | 20       | 6,44 | 9      |
| 03.                                                                                                | Iveta Luzumová        | Tschechien  | 47   | 29 | 18       | 6,71 | 7      |
| 04.                                                                                                | Isabelle Gulldén      | Schweden    | 46   | 27 | 19       | 5,11 | 9      |
| 05.                                                                                                | Karolina Kudłacz-Gloc | Polen       | 44   | 31 | 13       | 6,29 | 7      |
| 05.                                                                                                | Stine Bredal Oftedal  | Norwegen    | 44   | 36 | 08       | 4,89 | 9      |
| 07.                                                                                                | Sabrina Fiore         | Paraguay    | 43   | 33 | 10       | 6,14 | 7      |
| 07.                                                                                                | Ana Gros              | Slowenien   | 43   | 30 | 13       | 7,17 | 6      |
| 07.                                                                                                | Markéta Jeřábková     | Tschechien  | 43   | 43 | 0        | 6,14 | 7      |
| 010.                                                                                               | Katarina Bulatović    | Montenegro  | 42   | 38 | 04       | 6,00 | 7      |
| 010.                                                                                               | Cristina Neagu        | Rumänien    | 42   | 31 | 11       | 7,00 | 6      |
| 010.                                                                                               | Jovanka Radičević     | Montenegro  | 42   | 35 | 07       | 6,00 | 7      |
| FT – Feldtore, 7 m – Siebenmeter, T/S – Tore pro Spiel; Quelle: ihf.info, Stand: 17. Dezember 2017 |                       |             |      |    |          |      |        |

### Team Fairplay
| Pl. | Team                | Spiele | Disqualifikation | Disqualifikation | 2 Minuten | Verwarnung | Punkte    | Punkte      |
| Pl. | Team                | Spiele | m. Bericht       | o. Bericht       | 2 Minuten | Verwarnung | pro Spiel | insgesamt a |
| --- | ------------------- | ------ | ---------------- | ---------------- | --------- | ---------- | --------- | ----------- |
| 1. | Südkorea            | 6      |                  |                  | 11        | 11         | 5,5       | 33          |
| 2. | Argentinien         | 7      |                  |                  | 15        | 12         | 6,0       | 42          |
| 3. | Norwegen            | 9      |                  |                  | 27        | 15         | 7,7       | 69          |
| 4. | Frankreich          | 9      |                  |                  | 28        | 19         | 8,3       | 47          |
| 5. | Polen               | 7      |                  | 1                | 20        | 14         | 8,4       | 59          |
| | Schweden            | 9      |                  |                  | 27        | 22         | 8,4       | 76          |
| 7. | Tunesien            | 7      |                  | 1                | 21        | 15         | 8,9       | 62          |
| 8. | Niederlande         | 9      |                  | 1                | 29        | 20         | 9,2       | 83          |
| 9. | Deutschland         | 6      |                  |                  | 19        | 20         | 9,7       | 58          |
| 10. | Slowenien           | 6      |                  |                  | 22        | 15         | 9,8       | 59          |
| 11. | Volksrepublik China | 7      |                  | 1                | 25        | 14         | 9,9       | 69          |
| 12. | Tschechien          | 7      |                  |                  | 25        | 20         | 10,0      | 70          |
| 13. | Japan               | 6      |                  | 1                | 22        | 13         | 10,3      | 62          |
| | Paraguay            | 7      |                  | 2                | 26        | 10         | 10,3      | 72          |
| 15. | Spanien             | 6      |                  |                  | 26        | 14         | 11,0      | 66          |
| 16. | Serbien             | 6      |                  |                  | 26        | 16         | 11,3      | 68          |
| 17. | Rumänien            | 6      |                  |                  | 25        | 21         | 11,8      | 71          |
| 18. | Dänemark            | 7      |                  | 1                | 31        | 17         | 12,0      | 84          |
| | Russland            | 7      |                  | 1                | 31        | 17         | 12,0      | 84          |
| 20. | Brasilien           | 7      |                  | 2                | 28        | 21         | 12,4      | 87          |
| 21. | Montenegro          | 7      |                  | 1                | 31        | 22         | 12,7      | 89          |
| 22. | Angola              | 7      |                  | 2                | 30        | 21         | 13,0      | 91          |
| 23. | Ungarn              | 6      |                  | 1                | 30        | 16         | 13,5      | 81          |
| 24. | Kamerun             | 7      |                  | 3                | 39        | 11         | 14,9      | 104         |
| a Für jede Strafe gibt es folgende Punktzahl: 1 Punkt, 2 Punkte, (direkt oder durch 3× ) 5 Punkte, 10 Punkte |                     |        |                  |                  |           |            |           |             |
| Quelle: ihf.info Stand: 17. Dezember 2017                                                                    |                     |        |                  |                  |           |            |           |             |

## Schiedsrichter
| Land        | Name                      | Einsätze                                                              | Einsätze       | Einsätze        | Einsätze          | Einsätze       |                |
| Land        | Name                      | Vorrunde                                                              | Finalrunde     | President's Cup | Halbfinale        | Finalspiele    |                |
| ----------- | ------------------------- | --------------------------------------------------------------------- | -------------- | --------------- | ----------------- | -------------- | -------------- |
| Land        | Name                      | Gruppe / Spiel                                                        | Gruppe / Spiel | President's Cup | Halbfinale        | Finalspiele    |                |
| Argentinien | Julián Ismael Grillo      | A / FRA - SLO A / PRY - ESP A / ROU - ESP                             | AF / SWE - SLO |                 |                   |                |                |
| Argentinien | Sebastián Lenci           | A / FRA - SLO A / PRY - ESP A / ROU - ESP                             | AF / SWE - SLO |                 |                   |                |                |
| Dänemark    | Karina Christiansen       | B / NOR - HUN B / POL - CZE B / SWE - ARG B / CZE - HUN               | AF / ESP - NOR |                 |                   | F / FRA - NOR  | F / FRA - NOR  |
| Dänemark    | Line Hesseldal Hansen     | B / NOR - HUN B / POL - CZE B / SWE - ARG B / CZE - HUN               | AF / ESP - NOR |                 |                   | F / FRA - NOR  | F / FRA - NOR  |
| Deutschland | Robert Schulze            | B / SWE - POL B / HUN - ARG B / CZE - NOR B / ARG - POL               | AF / ROU - CZE |                 |                   |                |                |
| Deutschland | Tobias Tönnies            | B / SWE - POL B / HUN - ARG B / CZE - NOR B / ARG - POL               | AF / ROU - CZE |                 |                   |                |                |
| Frankreich  | Charlotte Bonaventura     | B / BRA - JPN C / MNE - RUS C / DEN - TUN C / RUS - JPN               | VF / NOR - RUS | PS / TUN - CHN  |                   |                |                |
| Frankreich  | Julie Bonaventura         | B / BRA - JPN C / MNE - RUS C / DEN - TUN C / RUS - JPN               | VF / NOR - RUS | PS / TUN - CHN  |                   |                |                |
| Japan       | Koyoshi Hizaki            | A / ROU - PRY A / FRA - PRY A / ROU - ARG A / ANG - PRY               |                | P17 / POL - BRA |                   |                |                |
| Japan       | Tomokazu Ikebuchi         | A / ROU - PRY A / FRA - PRY A / ROU - ARG A / ANG - PRY               |                | P17 / POL - BRA |                   |                |                |
| Montenegro  | Ivan Pavićević            | A / ESP - ANG A / SLO - ROU A / SLO - ANG A / ESP - FRA C / BRA - MNE | AF / HUN - FRA |                 |                   |                |                |
| Montenegro  | Miloš Ražnatović          | A / ESP - ANG A / SLO - ROU A / SLO - ANG A / ESP - FRA C / BRA - MNE | AF / HUN - FRA |                 |                   |                |                |
| Norwegen    | Kjersti Arntsen           | D / DEU - CMR D / CHN - NLD D / DEU - SRB D / CMR - KOR               | AF / RUS - KOR | PS / PRY - ARG  |                   |                |                |
| Norwegen    | Guro Røen                 | D / DEU - CMR D / CHN - NLD D / DEU - SRB D / CMR - KOR               | AF / RUS - KOR | PS / PRY - ARG  |                   |                |                |
| Russland    | Wiktorija Alpaidse        | B / ARG - NOR B / SWE - CZE B / POL - HUN                             | VF / SWE - DNK | PS / BRA - CMR  |                   | P3 / SWE - NLD | P3 / SWE - NLD |
| Russland    | Tatjana Berjoskina        | B / ARG - NOR B / SWE - CZE B / POL - HUN                             | VF / SWE - DNK | PS / BRA - CMR  |                   | P3 / SWE - NLD | P3 / SWE - NLD |
| Schweden    | Mirza Kurtagic            | D / KOR - DEU D / SRB - NLD A / ESP - SLO                             | AF / DEU - DNK | P21 / PRY - CHN | 1.HF / NLD - NOR  |                |                |
| Schweden    | Mattias Wetterwik         | D / KOR - DEU D / SRB - NLD A / ESP - SLO                             | AF / DEU - DNK | P21 / PRY - CHN | 1.HF / NLD - NOR  |                |                |
| Serbien     | Vanja Antić               | C / RUS - TUN C / JPN - DNK C / TUN - MNE D / CHN - CMR               |                |                 |                   |                |                |
| Serbien     | Jelena Jakovljević        | C / RUS - TUN C / JPN - DNK C / TUN - MNE D / CHN - CMR               |                |                 |                   |                |                |
| Slowenien   | Bojan Lah                 | C / TUN - BRA C / MNE - JPN C / DNK - RUS                             |                |                 |                   |                |                |
| Slowenien   | David Sok                 | C / TUN - BRA C / MNE - JPN C / DNK - RUS                             |                |                 |                   |                |                |
| Spanien     | Ignacio García Serradilla | D / NLD - KOR D / CMR - SRB D / KOR - CHN D / NLD - DEU               | AF / SRB - MNE | P23 / ARG - TUN | 2. HF / SWE - FRA |                |                |
| Spanien     | Andreu Marín Llorente     | D / NLD - KOR D / CMR - SRB D / KOR - CHN D / NLD - DEU               | AF / SRB - MNE | P23 / ARG - TUN | 2. HF / SWE - FRA |                |                |
| Südkorea    | Lee Seok                  | B / CZE - ARG B / HUN - SWE B / NOR - POL B / NOR - SWE               | VF / FRA - MNE | P19 / ANG - CMR |                   |                |                |
| Südkorea    | Koo Bon-ok                | B / CZE - ARG B / HUN - SWE B / NOR - POL B / NOR - SWE               | VF / FRA - MNE | P19 / ANG - CMR |                   |                |                |
| Türkei      | Kürşad Erdoğan            | D / SRB - CHN D / NLD - CMR D / DEU - CHN D / SRB - KOR               |                | PS / ANG - POL  |                   |                |                |
| Türkei      | İbrahim Özdeniz           | D / SRB - CHN D / NLD - CMR D / DEU - CHN D / SRB - KOR               |                | PS / ANG - POL  |                   |                |                |
| Tunesien    | Samir Krichen             | A / ANG - FRA A / PRY - SLO A / FRA - ROU                             | AF / JPN - NLD |                 |                   |                |                |
| Tunesien    | Samir Makhlouf            | A / ANG - FRA A / PRY - SLO A / FRA - ROU                             | AF / JPN - NLD |                 |                   |                |                |
| Ungarn      | Péter Horváth             | C / DNK - MNE C / RUS - BRA C / BRA - DNK C / JPN - TUN               | VF / NLD - CZE |                 |                   |                |                |
| Ungarn      | Balázs Marton             | C / DNK - MNE C / RUS - BRA C / BRA - DNK C / JPN - TUN               | VF / NLD - CZE |                 |                   |                |                |
|             |                           |                                                                       |                |                 |                   |                |                |

## Fernsehübertragung
Die DHB-Spiele waren in Deutschland frei bei Sport1 und Sport1+ zu sehen. Hätte sich die deutsche Mannschaft für das Halbfinale bzw. das Finale qualifiziert, wären diese Spiele auch von ARD/ZDF übertragen worden. Sportdeutschland.TV hat alle Spiele exklusiv via Internetstream übertragen.

## Maskottchen
Offizielles Maskottchen war wieder Hanniball (Kofferwort aus Hannibal und Handball), das bereits zehn Jahre zuvor bei der Vermarktung half, als Deutschland die Handball-Weltmeisterschaft der Männer 2007 ausrichtete.